# 후지 TV 부적절 접대 의혹 문제

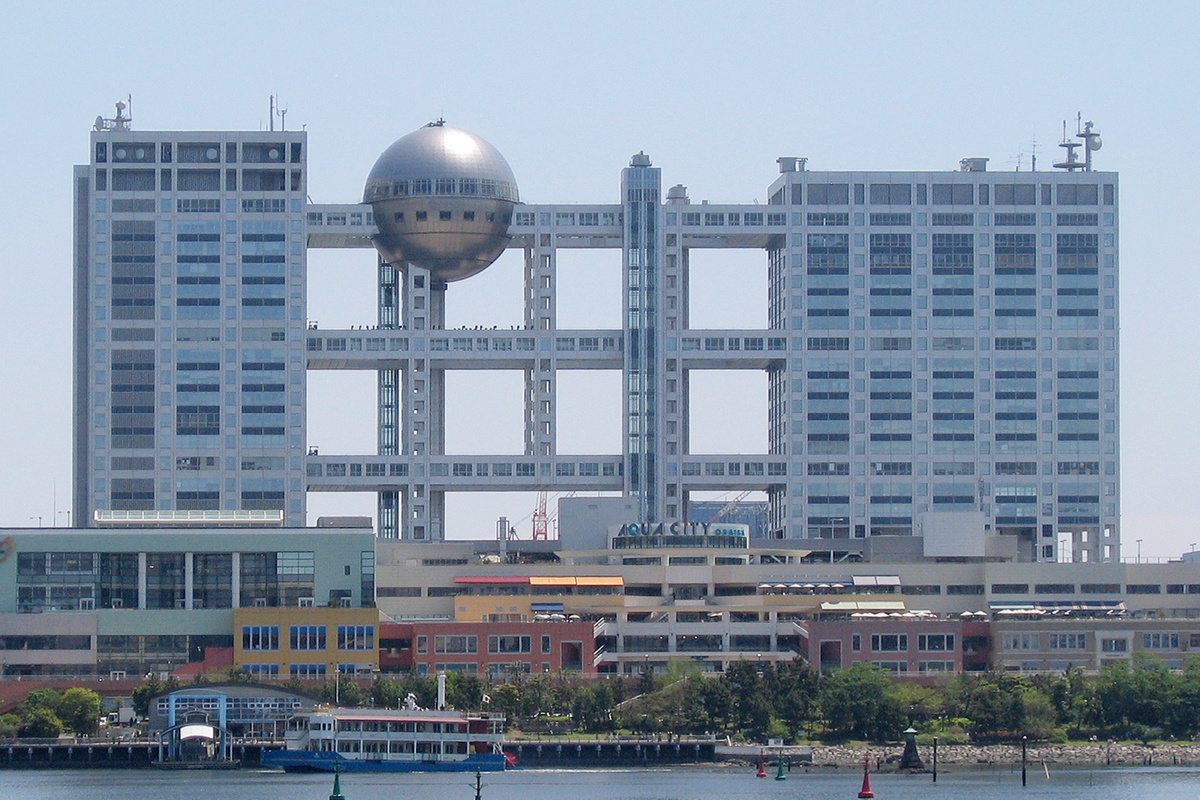
후지 미디어 홀딩스, 후지 TV 등이 있는 FCG 빌딩

후지 TV 부적절 접대 의혹 문제(フジテレビ不適切接待疑惑問題、フジテレビふてきせつせったいぎわくもんだい)는 탤런트(당시)인 나카이 마사히로에 대한 여성 문제가 2024년 12월 이후 『여성 세븐』(女性セブン, 『NEWS 포스트 세븐』(NEWS ポストセブン)), 『주간문춘』 등의 일부 주산지에서 기사로 전해져 이 문제에 후지 TV의 간부 사원이 관여했다고 보도된 것으로 후지 TV에 심각한 영향을 미친 문제이다. 문제의 크기로 인해 '후지 TV 문제'(フジテレビ問題), '후지 TV 소동'(フジテレビ騒動)으로도 불린다.

## 개요
나카이 마사히로의 여성 문제 및 당사의 의혹 보도가 발단으로 되었으나, 폐쇄적이고 불성실하다고 받아들여진 2025년 1월 17일의 후지 TV·미나토 고이치(港浩一) 사장(당시)의 기자회견의 내용(후술)이나 사태로의 너무 느린 대응 등의 부적절한 기업 운영 및 컴플라이언스 체제가 문제로 돼 비판을 받았고, 후지 TV 뿐만 아니라 FNS 계열 각국에서 기업으로부터의 CM의 출고 금지로 발전하는 사태로 되었고, 임원의 경영 책임을 묻는 형태로 사장인 미나토와 후지 미디어 홀딩스(FMH) 및 후지 TV 회장인 가노 슈지(嘉納修治)의 인책 사임으로 발전했다. 더욱이 본 문제와는 직접적 관계는 없지만, 현재도 FMH 각사의 인사 결정권 등에 영향을 주고 있는 FMH 및 후지 TV 이사 상담역인 히에다 히사시(日枝久)에 대한 경영 책임도 추궁되는 등 후지 TV에 대해서도 심각한 영향을 미쳤다.
한편 같은 달 27일의 후지 TV의 '재시도 기자회견'(やり直し記者会見, 후술) 때, 질의를 행한 일부 기자가 출석한 경영진으로의 질의 내용이나 매너를 둘러싸 여론으로부터 거센 비판이 일은（후술) 외에, 본 문제를 보도한 『주간문춘』이 '재시도 기자회견'의 당일에 당초의 기사 내용을 일부 수정한（후술) 일이, 기자회견의 질문자의 질의 내용과 경영진의 회답이 어긋나 분규했고, 이례의 10시간을 넘는 장시간 회견의 요인으로 된 것으로 『주간문춘』 측의 편집 자세에도 여론으로부터 거센 비판이 이는 등, 미디어 전체를 둘러싼 큰 문제로 발전했다.
더욱이, 나카이는 본 문제로 같은 해 1월 23일부로 예능계를 은퇴했다.

## 나카이의 문제 발생과 그 후의 경과
2023년 6월에 당시 탤런트였던 나카이 마사히로의 여성 문제가 발생했다. 문제 발생 후, 후지 TV의 간부는 신속히 보고를 받았으나, 후지 TV로서의 나카이에 대한 특별한 대책 등이 잡히는 일은 없었고, 회사에서도 표면화되는 일은 없었다. 또, 간부들은 문제를 파악하고 있었음에도 불구하고, 당사의 컴플라이언스 부문의 담당자에게도 알리지 않고, 정보 공유가 되지 않았던 것이 그 후의 보도로 밝혀졌다.
사태가 움직인 것은 2024년 12월 19일 발매호인 『여성 세븐』(女性セブン)이나 2024년 12월 26일 발매호인 『주간문춘』에서 보도된 것이 계기였다. 『여성 세븐』에 따르면 2023년에 해당 여성은 나카이, 후지 TV 사원과 세 명으로 회식을 할 예정이었으나, 후지 TV 사원이 결석해 그곳에서 문제가 발생했다고 한다.(이 기사 내용은 후술대로 뒤에 기사 정정이 행해졌고 의문이 생기고 있다)
후지 TV는 2024년 12월 27일에 공식 사이트에서 '일부 주간지 등의 당사 사원에 관한 보도에 대해서'(一部週刊誌等における弊社社員に関する報道について)라는 제목으로

このたび一部週刊誌等の記事において、弊社社員に関する報道がありました。

内容については事実でないことが含まれており、記事中にある食事会に関しても、当該社員は会の設定を含め一切関与しておりません。

会の存在自体も認識しておらず、当日、突然欠席した事実もございません。

発行元に対してもその旨伝えておりました。
その他、プライバシーに関することは控えさせていただきます。
一方で、出演者などステークホルダーとの関係性のあり方については改めて誠実に向き合い、弊社のコンプライアンスガイドラインの遵守により一層努めてまいります。
なお、今回の件に関して、SNS等で弊社社員および関係者に関する憶測による記事・投稿が見られます。

誹謗中傷や名誉棄損に繋がる内容は看過できかねますので厳にお控えください。

이번에 일부 주간지 등의 기사에서 당사 사원에 관한 보도가 있었습니다.

내용에 대해서는 사실이 아닌 것이 포함돼있고, 기사 안에 있는 식사회에 관해서도 해당 사원은 모임의 설정을 포함해 일체 관여하지 않았습니다.

모임의 존재 자체도 인식하고 있지 않으며, 당일 돌연 결석한 사실도 없습니다.

발행처에 대해서도 그 뜻을 전합니다.
그 외에, 프라이버시에 관한 것은 삼가주시기 바랍니다.
한편, 출연자 등 이해관계자와의 관계성의 자세에 대해서는 다시 한번 성실하게 마주하고, 당사의 컴플라이언스 가이드라인의 준수로 더욱 노력하겠습니다.
더욱이, 이번 건에 관해 SNS 등에서 당사 사원 및 관계자에 관한 억측 기사·투고가 보입니다.

비방 중상이나 명예 훼손으로 이어지는 내용은 간과하기 힘드므로 삼가주십시오.

라고 하며 해당 간부 사원의 관여를 부정하는 성명을 냈으나, 더욱이 이 문제의 후속 기사에서 해당 간부 사원에 의해 당사 소속 여성 아나운서를 나카이가 참가한 식사회로 접대한 의혹도 부상했다. 이 시점에서는 일본의 미디어에서의 보도는 주간지 등으로 한정됐고, 주간지 이외의 미디어로 한정한 경우, 르 파리지앵(Le Parisien)이나 르 피가로 등을 비롯해 프랑스의 미디어가 선행해서 보도하게 되었다. 또, 각국에서 나카이가 출연하고 있던 방송의 휴지나 하차 대응이 속출됐고, 후지 TV에서는 방영되고 있던 나카이의 간무리반구미 『다레카 to 나카이』(だれかtoなかい)에 대해 1월 12일부터 당면 방송을 휴지하는 것으로 되었다. 더욱이 해당 방송은 전년 12월의 단계에서 2025년 3월에 방송 종료로 되는 것이 일부 보도에서 밝혀졌다. 일부에서는 후지 TV 사원으로부터 성 피해를 받았다고 고발하는 움직임도 보였고, 전 스카퍼 여자 아나운서로 YouTuber인 아오키 가논(青木歌音)은 과거에 사원으로부터 성희롱을 받았던 것을 자신의 YouTube 방송에서 고발했다.
2025년 1월 17일, 본 문제를 받고 후지 TV는 기자회견을 강요하는 비판을 받고, CM 보류 등의 대규모 영향으로 발전했다.（후술)
같은 달 21일에는 후지 TV의 모회사인 후지 미디어 홀딩스(FMH)의 대주주 겸 후지산케이 그룹의 주요 구성사인 분카 방송 사장으로 FMH·후지 TV의 사외 이사인 사이토 기요토(斎藤清人)가 자신을 포함한 사회 이사 7명 전원의 연명으로 FMH에 대해 본건의 설명을 요구하는 임시 이사회의 개최를 신청한 것을 받고 FMH는 23일에 임시 이사회를 개최했다.
1월 27일에 후지 TV는 임시 이사회를 개최했고, 미나토 고이치 사장의 진퇴를 포함해 논의된다고 보도했으며, 아울러 같은 날 16시부터 기자회견도 행했다.
이 문제는 전술한 프랑스 이외에도 미국의 잡지 '버라이어티'나 영국의 신문 '타임스', 영국의 'BBC', 대한민국의 'KBS', 싱가포르의 '더 스트레이츠 타임스', 독일의 일본 관련 미디어 'Sumikai', 미국의 통신사 'AP' 등의 해외 미디어에서도 크게 보도됐고, 문제의 정도는 더욱 거세져갔다.

## 주가나 투자자의 움직임
이 문제를 받고 2025년 1월 14일, 당사의 약 7% 이상의 주식을 보유한 미국의 투자신탁 'Dalton Investments'는 FMH에 대해 '나카이 마사히로를 둘러싼 소동을 받고 제3자 위원회의 조사를 요구하는 서간을 송부했다'라고 발표했다. 후술할 기자회견을 받고, 달튼 인베스트먼트는 같은 달 22일, 후지 TV에게 두 번째의 서간을 송부했고, 해당 주 중에 카메라가 들어간 기자회견을 열기를 요구했다.
또, 이 문제 등에 의해 FMH의 주가가 3주 사이에 13% 하락했으나, 그 후 이전에 라이브도어 사장 시대에 닛폰 방송의 경영권을 둘러싸고 다툰 적이 있는 사업가인 호리에 다카후미를 비롯해 같은 사업가·투자자인 다바타 신타로(田端信太郎), 변호사·YouTuber인 오카노 다케시(岡野武志) 등 인플루언서가 주주 총회로의 참가를 목적으로 FMH의 주식 구입을 표명한 것으로 총회를 향한 기대 등으로 개인 투자자가 반응했고, 주가도 반발했다. 불상사가 일어났음에도 불구하고 FHD의 주가가 급등하는 배경으로 공매도의 환매가 있었다는 견해나, FMH의 주가순자산비율의 낮음이나 부동산 산업（산케이 빌딩(サンケイビル) 등）의 미실현 이익에 관한 싼 느낌이 주목됐다는 견해를 보이는 기사도 존재한다.
일본 내 기업 중 FMH의 3%의 주식을 보유하는 NTT 도코모도 후지 TV에 이 문제에 대한 조사나 원인 규명을 진행하도록 요청했고, 사실 관계의 조사 등에 대해서 수시 보고하도록 요구했다. 이렇게 일본 내외의 대주주 사이에서도 후지 TV에게 대응을 요구하는 움직임이 이어졌다.

## 1월 17일 - 후지 TV 사장·미나토 고이치의 기자회견
같은 달 17일 15시, 후지 TV의 미나토 고이치(港浩一) 사장（당시）이 본래 2월에 예정돼있던 정례 회견을 앞당긴 다음 본건에 관한 기자회견을 본사 10층의 대회의실에서 행했다.

### 회견의 내용을 둘러싼 비판
회견의 시간은 약 1시간 45분에 달했다. 나카이의 건에 관해서는 문제 발생 직후인 2023년 6월에 이미 파악했던 것을 밝혔고, 사실 관계를 확인해 회사의 대응이 적절했는가를 검증하기 위해 새로운 제3자의 변호사를 중심으로 한 조사 위원회를 설립할 것을 표명했다. 미나토 사장은 조사 위원회의 조사 대상에 자신도 포함돼있는 것을 밝혔으나, 이번 소동의 무대로 된 '식사회'를 1980년~1990년에 버라이어티 방송을 제작했던 당시 미나토가 기본화시켰고, 사건의 온상을 만든 당사자 중 한 명으로서 조사 대상으로 삼은 요인으로 보여진다.
나카이가 정규 출연했던 『마쓰모 to 나카이』（まつもtoなかい, 당시）에 대해서 미나토는 급히 방송을 종료하면 억측이 생길 것을 우려했기 때문에 종료 타이밍을 찾고 있었다고 설명했다. 그러나 후지 TV가 문제를 파악하고 약 반년 후인 2023년 12월에 해당 방송에 정규 출연했던 오와라이 탤런트 마쓰모토 히토시가 여성 문제를  일으켰다는 문제가 주간문춘으로부터 보도됐기에 이 시점에서 방송을 중단하는 것이 가능했던 것은 아니냐는 지적이나 2024년에도 파리 하계 올림픽의 특별 방송이나 메이저 리그의 월드 시리즈 중계, 프로야구 진플레이 호플레이 대상 등에서도 나카이가 출연한 것에서 기용을 둘러싼 비판도 올라오는 사태로 되었다.

### 비공개 회견을 둘러싼 비판
이 기자회견은 신문사 등이 가맹한 기자 클럽의 요청에 기반해 개최됐다. 참가는 19사 33명이었다. 기자 클럽 미가입인 주간지나 인터넷 미디어, 해외 미디어 등이 기자회견의 참가나 촬영을 인정받지 못했다. 일본방송협회(NHK)나 재도쿄 민간 방송 TV 각사(도쿄 메트로폴리탄 텔레비전 제외)는 방청인으로 회견에 참가하는 것은 가능했으나, 후지 TV 사장인 미나토 등에 대한 질문 등은 불가능했다. 중계나 영상 촬영은 금지됐고, 사진 촬영도 회견 초반 부분만 허가됐고, 회견 내용의 정보 해금은 회견 종료 후로 됐다. 이 때문에 회견의 모습은 사진만으로 보도됐고, 일부에서 '그림 연극 회견'(紙芝居会見)으로 야유받는 사태로 되었다. 『문춘 온라인』(文春オンライン)의 기사에 따르면 회견에 소극적인 의향을 드러낸 미나토 사장에 더불어 FMH의 이사 상담역으로 사내에 영향력을 가진 히에다 히사시(日枝久)와 가까운 이시하라 마사히토(石原正人) 상무 이사가 공개 회견에 저항했고, 일부 이사의 반대를 무릅쓰고 이러한 폐쇄적 회견이 결정됐다고 보인다. 더욱이 이 회견에서는 미나토 사장이 후지 TV의 사원은 어떤 나쁜 일도 하지 않았다고 믿고 있다는 등을 말했던 것이 인디펜던트에 의해 밝혀졌다.
이 때문에 보도 각사나 여론으로부터 후지 TV의 회견에 대한 대응에 대해 비판이 모이는 사태로 되었다. 후지 TV 사원（OB 포함）도 기자회견의 해당 방송국의 자세를 비판했고, 해당 방송국의 미야지 마나미(宮司愛海) 아나운서는 뉴스 방송 『Live News 잇!』(Live News イット!)에서 '이번 회견은 사원을 포함해 전면적으로 공개는 되지 않았다. 사원에 대한 설명도 진지하게 행하고 그것도 진지하게 공표해주길 바란다'라고 말한 외에, 해당 방송국에서 보도 기자·뉴스 캐스터를 맡은 구로이와 유지(黒岩祐治) 가나가와현지사도 '후지 TV의 기자회견은 당연 중단된다고 생각했기에 중단이 없어서 놀랐다. 영상도 없다고 들어서 매우 놀랐다'라고 말했다. 또, 회견이 행해진 회의실의 배후에는 빨간 후지산의 그림이 있고, 시청자에게 장소에 어울리지 않는 인상을 주었다. 또 해당 회사의 보도 방송 『Live News 잇!』에서 보도했을 때 '후지 TV 사장 사죄'라고 자막을 넣자 비서실 경유로 클레임이 들어와 '후지 사장 설명'으로 변경했다.
인터넷 서명 사이트인 'Change.org'에서는 회견 후인 같은 달 19일에 전 아사히 신문 사원으로 현재는 류큐 신보 편집 위원인 미나미 아키라(南彰)를 발기인으로 하는 '후지 TV에 기자회견의 "재시도"와 철저한 진상 해명을 요구합니다'라는 제목의 스레드를 만들어 '1월 17일의 불공정한 기자회견에 대해 사죄하고, 참가 제한이나 영상 제한이 없는 공정하고 열린 기자회견을 신속히 실시하며, 현시점에서 파악하고 있는 사실 관계를 상세히 설명할 것' 등을 요구하는 서명 운동을 개시했고, 각 방송국의 기자나 저명인 등도 서명에 응했다.

## 사원의 반응이나 영향
가입률이 민간 방송으로서는 낮았던 노동조합으로의 가입이 급증했고, 아나운서도 신규 가입이 나오고 있다는 등의 보도도 나왔다.
1월 20일 방송인 『메자마시8』(めざまし8)에서 해당 회사의 사카누시 요시히사(酒主義久) 아나운서는 생방송 중에 본 문제를 거론했을 때 눈물을 보였으나, 이에 대한 여론으로부터의 비판도 나오고 있다.
과열한 보도를 받고 해당 회사 아나운서는 직격 취재를 피하기 위해 출사나 귀사 시의 택시 이용이 의무로 되었다. 이는 2015년 당시에는 후지 TV 내의 경비 소멸 등을 위해 심야, 이른 아침 이외의 택시 이용을 금지했고, 승차할 때도 카풀이 장려됐던 것과는 정반대ㅐ의 대응으로 되었다.
영향은 후지 TV의 제작 현장에도 미쳤고, 각본가인 미타니 고키나 탤런트인 야마사토 료타는 방송의 로케이션 촬영을 거부되는 등의 지장이 발생한 것을 각각이 정규 출연하고 있는 정보 방송에서 언급했다.
후지 TV 아나운서（OG 포함）로의 비방 중상이나 유언비어의 확산도 이었고, 지명된 아나운서들이 부정하는 사태로 되었다. 후지 TV도 법적 조치를 검토하고 있음을 표명했다.
1월 23일 14시 30분부터 일본민간방송연맹(민방연)의 엔도 류노스케(遠藤龍之介) 회장（후지 TV 부회장)의 기자회견이 행해졌고, 그 후(14시 50분 즈음부터)는 후지 TV 부회장으로서 '나카이 마사히로 예능 활동 은퇴 발표' 후의 기자회견을 행했다.（후술)
같은 날 17시 30분부터 후지 TV는 사원에게로의 설명을 방송국 내의 스튜디오에서의 대면과 일부 원격으로 개최했다.（후술)

## 1월 22일 - 간사이 텔레비전 사장·오타 도루의 기자회견
이전에 후지 TV에 소속했던 드라마 프로듀서로 후지 TV 운영 책임자·전무를 거쳐 현재는 후지 계열의 간사이 준본국·간사이 텔레비전 방송의 오타 도루(大多亮) 사장이 해당 문제를 받고 1월 22일에 오사카시 내에서 기자회견을 행했다. 전술한 미나토의 기자회견이 미디어 각사나 여론으로부터 '폐쇄적'이라고 많은 비판을 받고, CM 출고 보류 문제로 발전한 경위를 받고, 참가를 희망하는 가맹사 이외의 방송국, 인터넷 미디어, 주간지, 프리 기자 등 기본적으로는 '타미디어를 거절하지 않는다'라는 방침으로 받아들였고, 가맹사 이외도 방청인으로서가 아닌 질문도 허가되는 형태로 회견이 열렸으나, 생중계는 행해지지 않았다.
대다수는 나카이 및 후지 TV의 문제에 관해 '제가 후지 TV에 재적했던 당시의 사안입니다. 1년 반 전 사안. 이 건에 대해서는 간사이 텔레비전은 일체 관여하지 않았습니다. 거래를 하고 계신 분들, 스태프, 폐를 끼쳐 진심으로 사과드립니'라고 사죄했다. 더욱이 문제가 일어난 당시의 대응에 대해 '매우 무거운 사안이므로 미나토 사장（후지 TV의 미나토 고이치 사장)에게 그날(자신이 보고를 받은 날) 안에 올렸습니다（보고했습니다）', '그녀(피해자)의 케어, 프라이버시를 지키는 것을 최우선으로 하자는 것으로 매우 한정된 사원이 그녀의 케어를 담당했습니다. 좀 더 다가가는데 어떤 형태가 있었는지. 그녀를 생각하면 충분했는지, 부족했는지를 매우 느끼고 있습니다'라고 증언했다.
간사이 텔레비전에서도 이 문제의 영향으로 30사 가까이의 CM 출고가 보류로 되었고, AC 재팬의 CM으로 교체됐다는 사실을 공표했으며, 본 문제에 관련해 '매우 무거운 사안이구나 하고 이렇게 생각했으며, 모종의 충격을 저는 받았습니다'라고 말했고, 나카이나 후지 TV로의 고언을 한 뒤 '이번에 보도되는 여성 아나운서를 동반한 외식 등, 방송국원과 예능 관계자를 둘러싼 문제에 대해서 간사이 텔레비전에서도 사내 조사를 행하고 싶다. 당사의 인권 방침에 따라 제대로 조사하고자 합니다'라고 독자 조사를 행할 것을 표명했다. 오타의 기자회견은 질의응답 등을 포함해 약 2시간 10분에 달했다.

## FNS 계열국이나 스폰서·협력 기업 등의 영향·AC 재팬으로의 CM 교체
1월 17일의 기자회견 이후, 이번 문제를 받고 닛폰 생명보험이나 도요타 자동차를 비롯해 대부분의 스폰서가 잇따라 후지 TV의 CM 출고를 당면 사이 보류하는 움직임이 급속히 진행됐다. 이들의 CM은 AC 재팬으로 교체됐고,（후술한 다카스 클리닉(高須クリニック)이나 베리 베스트 법률사무소(ベリーベスト法律事務所) 등을 제외, AC 재팬만의 방송으로 되었다) FNN에 따르면 CM이 AC 재팬으로 교체된 것은 1월 18일부터 20일까지로 350편을 초과했으며, 같은 달 20일의 단계에서 1개월의 방송 스폰서 기업 약 150사 중 75사 이상이 당면 사이 후지 TV로의 CM 출고를 중지하는 사태로 되었다. 같은 달 25일까지 중지를 표명한 기업은 100사로 올랐다.
이 CM 출고 중지 및 교체에 의해 이하의 영향이 발생했다.
- 일요일 저녁의 장수 애니메이션 방송인 『사자에상』에도 영향은 현저했고, 회견의 전주였던 1월 12일의 8사에서 같은 달 19일에 4사로 CM 출고가 반감했다.[84] 또 보통은 행하지 않는 해당 애니메이션의 방송 예고 CM도 방송되기 시작했다.[85] 더욱이 같은 달 26일의 방송에서는 니시마쓰야(西松屋)만의 크레딧·CM 방영으로 되었으나,[86] 28일에는 니시마쓰야도 CM 출고 보류를 발표했다.[87] 더욱이 하세가와 마치코 미술관(長谷川町子美術館)으로서는 당장 방송 중지로 하는 방침은 없다고 한다.[88]
- 같은 일요 저녁에 방송되는 애니메이션 『마루코는 아홉살』에서도 같은 달 26일의 방송에서 제공 크레딧이 표시되지 않았고,[86] 본래 제공 크레딧이 표시되는 장면에서는 본편에서 발췌된 정지 영상만이 나왔다. 제공 크레딧 화면에서 본편에서 발췌된 정지 영상이 나오는 것은 평소 대로였으나 당일 방송편에서는 오프닝 후는 놀란 표정의 마루코, 엔딩 후는 요괴에게 가위눌리는 마루코의 정지 영상이 각각 나왔다.[89]
- 같은 달 21일 방송의 화요일 밤 9시 드라마 『아이 시 ~순간 기억 수사·하이라기반~』(アイシー〜瞬間記憶捜査・柊班〜) 제1화에서는 제공 크레딧에서 스폰서가 표시되지 않았다.[90]
- NTT도 그룹 전사에서 후지 TV의 CM을 교체했고, 또 신규 계약을 당면 보류하는 것으로 되었다.[91]

### FNS 계열국으로의 영향
- 후지 TV（FNS) 계열국에서도 영향이 미쳤고, 후지 TV 제작 방송에 출고하는 CM(이른바 "로컬 세일스")을 교체하는 움직임이 확산됐다. 규슈 전력과 사이부 가스 홀딩스(西部ガスホールディングス), JR 규슈는 규슈 지방의 FNS 계열국에 대해[주석 3] 전술한 조치를 잡는 것을 1월 22일에 발표했다.[92][93] 규슈 전력에서는 CM의 교체 이외에 신규 계약도 당면 보류할 것을 표명했다.[94] 더욱이 서일본 철도, 규덴코(九電工), 후쿠오카 파이낸셜 그룹도 비슷한 조치를 할 것을 1월 23일에 결정했다. 서일본 철도에 관해서는 후지 TV가 제작한 방송으로의 출고도 보류했다.[95] 시코쿠 전력도 주고쿠·시코쿠 지방의 FNS 계열국에 대해[주석 4] 위와 같이 교체할 것을 같은 달 21일에 밝혔다.[96] 요크 베니마루(ヨークベニマル)도 도호쿠 지방의 FNS 계열국에 대해[주석 5] 위와 같이 교체했다.[97] 홋카이도에서도 홋카이도 전력이나 요쓰바 유업(よつ葉乳業), 홋카이도 은행이 홋카이도 문화 방송(UHB)가 방송하는 후지 TV 제작 방송의 CM을 중지, 또는 교체하는 방향으로 조정했다.[98] 전술 대로 간사이 텔레비전에서도 CM 출고 보류가 발생했고,[99] 영향이 퍼지고 있다.
- 더욱이 FNS 계열국에서도 자사 제작 방송이나 타계열 제작 방송의 동시 및 시차 스폰서드 인터넷 방송을 방송하는 경우는 후지 TV로의 CM 출고를 중지하고 있는 기업이 방송 스폰서여도 그 기업의 CM이 평소 대로 방영된다.[100][101][102]
- 또, 같은 계열국의 스폰서여도 태도가 다른 경우도 있고, 간사이 텔레비전을 예로 들면 오사카 가스(大阪ガス)와 간사이 전력이 CM 출고를 철회할 때, 간사이 전력은 후지 TV 제작 방송분만을 대상으로 한 것에 반해, 오사카 가스는 간사이 텔레비전 제작의 로컬 방송을 포함해 간사이 텔레비전과 계약한 모든 CM을 인상했다.[103]
- 일련의 보도를 받고 FNS 각국은 잇따라 성명을 발표했다. 홋카이도 문화 방송은 '후지 TV 계열국의 일원으로서 시청자 여러분, 거래처를 비롯한 많은 분들께 많은 심려를 끼친 점을 깊이 사과드립니다'라고 사죄했다. UHB는 이번 건을 받고 사내 조사를 행해 '아나운스부의 사원들에게 청취 조사를 하고 있습니다만, 현시점에서 문제는 없었습니다'라고 보고했다. TV 미야자키는 '재차 사원·스태프로의 앙케이트 조사를 행하고 있고, 정보 공유의 철저와 컴플라이언스 체제의 강화에 힘쓰겠습니다', TV 시즈오카는 '전사원을 대상으로 한 익명 "사내 앙케이트 조사"를 행하고, 한층 더 환경 정비에 임하겠습니다'라고 했다. 가고시마 TV에서는 '이러한 상황 하에서도 시청자나 클라이언트 여러분으로부터 격려의 말씀을 듣고 있으며, 사원 일동 머리가 숙여지는 기분으로 가득 차 있습니다'라고 감사를 전했다.[104] TV 니시닛폰은 1월 22일 방송한 방송 내에서 의견을 표명했다. '후지 TV 계열국의 일원으로서 시청자 여러분, 거래처를 비롯한 많은 분들께 많은 심려를 끼친 점을 깊이 사과드립니다'라고 진사했고, '재차 컴플라이언스 체제의 강화, 내부 통제의 철저를 도모하고, 투명성 높은 기업 운영을 위해 노력하겠습니다'라고 했다.[105]

### 단독 제공 방송으로의 영향
- 후지 TV의 BS 디지털 방송국인 BS후지를 포함한 단독 제공의 방송 면으로도 영향이 미쳤다. 이들의 영향으로 1월 28일 이후 『Live News&날씨』(Live News&天気)가 교체 방송으로 편성돼 2018년 3월 말에 폐지된 스폿 뉴스가 약 6년 10개월 만에 부활하는 아이러니한 결과도 일어났다.[106] 이하는 단독 제공 방송의 상황을 기재한다.

| 방송명                                                              | 제작국  | 스폰서                                  | 요청 등                                                          | 대체 방송 등                                                                                                  | 출처                    |
| ------------------------------------------------------------------- | ------- | --------------------------------------- | ---------------------------------------------------------------- | --- | ----------------------- |
| 먹보! 만세(くいしん坊!万才)                                         | 후지 TV | 깃코만                                  | 방송의 보류                                                      | Live News 잇!(Live News イット!) 전 확대                                                                      | [ 107 ] [ 108 ] [ 109 ] |
| 맛있는 기억 들려주세요(おいしい記憶きかせてください)                | BS후지  | 깃코만                                  | 방송의 보류                                                      | 미정 | [ 107 ] [ 108 ] [ 109 ] |
| 뮤직 페어                                                           | 후지 TV | 시오노기 제약                           | 방송 내의 사명 표기의 삭제를 요청, AC 재팬으로의 CM 교체         | 없음 | [ 110 ] [ 111 ]         |
| 모두의 KEIBA(みんなのKEIBA)                                         | 후지 TV | 일본중앙경마회(JRA)                     | CM 출고의 중지                                                   | 없음 | [ 112 ]                 |
| BS 슈퍼 KEIBA(BSスーパーKEIBA)                                      | BS후지  | 일본중앙경마회(JRA)                     | CM 출고의 중지                                                   | 없음 | [ 112 ]                 |
| 지구와의 약속 ~마음에 새기는 경치~(地球との約束～心に刻む景色～)    | 후지 TV | 국제석유개발제석                        | 방송의 보류                                                      | 1월 28일 - Live News&날씨 2월 4일 - FOD INFO                                                                  | [ 113 ]                 |
| 퓨처 러너스 ~17의 미래~(フューチャーランナーズ～17の未来～)         | 후지 TV | MS&AD 인슈어런스 그룹                   | 제공 표시의 취소, 그 후 2월 5일 이후의 방송 예정이 미정으로 변경 | 2월 5일 - 미정                                                                                                | [ 114 ]                 |
| MLB SHOW-TIME                                                       | 후지 TV | 딥                                      | 제공 취소, 그 후 방송 예정도 미정으로 변경                       | FNN Live News α를 10분 앞당겨 방송                                                                            | [ 115 ] [ 116 ]         |
| 주머니, 이제 가득(おふくろ、もう一杯)                               | 후지 TV | 도요 수산                               | 방송의 보류                                                      | 1월 22일 - 주간 나이나이 뮤직(週刊ナイナイミュージック) 볼거리 1월 29일, 2월 5일 - 문제 물건(問題物件) 볼거리 | [ 117 ] [ 118 ]         |
| 길모퉁이 팔레트 ~미래로의 보물~(街角パレット～未来へのたからもの～) | 후지 TV | MIRARTH 홀딩스(MIRARTHホールディングス) | 방송의 보류                                                      | 좋은 것 디노스(いいものディノス)                                                                              | [ 119 ] [ 120 ]         |
| 1H 센스(1H センス)                                                  | 후지 TV | 메르세데스-벤츠                         | 방송의 보류                                                      | Mr. 선데이(Mr.サンデー) 볼거리                                                                                | [ 118 ]                 |

### 이벤트로의 영향
| 이벤트                                                                                | 개최 예정일             | 영향 | 출처                    |
| ------------------------------------------------------------------------------------- | ----------------------- | --- | ----------------------- |
| 일본 오즈모 토너먼트(日本大相撲トーナメン, 후지 TV가 흥행주)                          | 2월 9일                 | 공식 사이트로부터 협찬 기업 3사의 게시를 삭제(후에 협찬 기업으로부터의 사퇴로 판명) 후지 TV 및 분카 방송에서의 중계 취소 | [ 121 ] [ 122 ] [ 123 ] |
| 후지산케이 그룹 광고 대상(フジサンケイグループ広告大賞)                               | 4월(수상식)             | 제54회의 개최를 중지 | [ 124 ] [ 125 ]         |
| (오사카·간사이 국제 박람회) 따끈따끈(ぽかぽか) 프레젠트! SHOW-WA&MATURI 스페셜 라이브 | 5월 18일                | 이벤트의 계획 재검토도 검토                                                                                              | [ 126 ]                 |
| (오사카·간사이 국제 박람회) 부르봉 Presents 메자마시 클래식 콘서트                    | 6월 29일                | 이벤트의 계획 재검토도 검토                                                                                              | [ 126 ]                 |
| 도쿄 오다이바 트리엔날레（후지 TV 본사 및 주변이 회장）                               | 10월 18일부터 12월 25일 | 연기 혹은 중지를 검토 | [ 127 ]                 |

### 행정기관(관공청)이나 정계로의 영향
행정기관(관공청) 및 관련 단체에도 영향이 미쳤다.

##### 정부·성·청
- 무라카미 세이이치로 일본의 총무대신은 본 문제에 관해 1월 17일 시점에는'잠시 정세를 지켜볼 수밖에 없다'라고 말했고, 사태의 추이를 주시하는 의견을 드러냈다.[128] 그러나 같은 달 21일에는 독립성이 확보된 형태로 조기에 조사를 진행하고, 신뢰 회복에 힘쓰게끔 후지 TV에 요구하는 의견을 드러냈다.[129][130] 같은 달 24일에는 총무성이 후지 TV에 제3자 위원회에서 조기로 조사를 진행하게끔 구두로 행정 지도를 했다. 방송법 위반이 아닌 기업 운영에 관해 행정 지도하는 것은 이례적이다.[131] 더욱이 총무성으로서 전파법에 규정이 있는 방송국에 방송의 정지나 방송 면허의 취소에 따른 처분은 할 수 없다.[132]
- 이시바 시게루 일본 내각총리대신은 1월 26일에 방송된 유튜브 방송 『ReHacQ-리핵-』(ReHacQ−リハック−)에서 '대형 미디어의 경우는 기업의 운영은 들을 터다. 그것이 듣고 있는지가 따져지고 있다'라고 지적한 뒤 '빅 모터(ビッグモーター)나 자니스 사무소(자니 키타가와 성추행 스캔들)도 기업의 운영이 듣지 않았기에 그런 일이 일어난다. 그것은 미디어도 같지 않은가'라고 말했다.[133][134]
- 1월 27일, 일본 제217회 국회 중의원 본회의에서 행해진 각당 대표 질문에서 입헌민주당의 가메이 아키코(亀井亜紀子)가 본 문제를 거론해 '후지 TV가 2023년 6월에 문제를 파악하면서 방송을 이어간 것은 방송법에서 정한 편집 책임에 관한 문제는 아닌가. 정부로서도 자료 제출 등 방송법에 기반한 일정 조치는 취할 수 있을 것 같은데 어떤가. 방송 업계 전체로 이러한 인권에 관한 문제가 일어나왔지 않았는가 파악을 해서 문제가 있다면 방송업을 소관하는 총무성을 통해 개선시킬 필요가 있다고 생각하는데 어떤가'라고 이시바 수상에게 질문했다.[135] 이시바 수상은 답변으로 '총무성으로부터 23일, 후지 TV에 대해 제3자 위원회의 조기 조사를 진행하고, 결과를 답습한 적절한 대응을 행하게끔 요청하고 있는 바이다. 지적의 인권에 관한 문제의 파악에 대해서는 방송사로부터 구성된 일본민간방송연맹에 있어서 공통의 과제가 찾아지면 위원회의 설치 등 검토할 것 등이 확인됐다고 알고 있다'라고 답했다.[136]
- 일본 총무성 일본 소방청은 전국의 소방본부 등에 배포할 예정이었던 월요일 밤 9시 드라마 『119 이머전시 콜』(119エマージェンシーコール)과 연휴한 소방 PR 포스터 배포의 중지를 명령했다.[137]
- 정부도 각 성·청에서 후지 TV가 관계하고 있는 광고 계발 사업의 유무의 확인을 시작했다.[138]

##### 요코하마시
- 월요일 밤 9시 드라마 『119 이머전시 콜』의 제작 협력을 행하고 있는 요코하마시의 야마나카 다케하루(山中竹春) 시장은 1월의 정례 회견에서 '시로서 특단의 액션을 일으킨 적은 없다. 이후, 상황을 주시해 가고 싶다'라고 하면서도 '그것이 너무 허용되지 않는 상황으로 된다면 대응을 생각하고 싶다'라고 언급했다.[139][140][141] 그 후, 요코하마시는 제3화부터 해당 시 관련의 단체를 협력 크레딧에서 삭제하게끔 후지 TV에 요청했다.[주석 8][142] 더욱이, 요코하마시 소방국에서도 항의의 전화가 들어왔고, 해당 시는 제작 현장에 대해 만에 하나 긴급 회선 등에 항의 전화가 들어온 경우는 제작 협력을 중지할 가능성도 암시하고 있다고 보도됐다.[143][144]
- 요코하마시는 후지 TV와의 연휴에 따른 방재 수업의 실시를 보류하는 방침을 드러냈다. 이에 따라 해당 시내의 초등학교에서 예정됐던 후지 TV와의 공동 방재 프로그램은 당면의 사이, 해당 사의 협력을 얻지 못하고 실시되는 것으로 됐다. 구체적인 영향으로 후지 TV가 제공했던 영상 콘텐츠나 아나운서에 의한 지도가 이용할 수 없게 되어 요코하마시 교육위원회는 대체 교재나 지도 방법의 검토를 진행했다.[145]

##### 지바현
- 지바현도 광고 방송 『지바의 선물 ~진심 배달인~』(千葉の贈り物〜まごころ配達人〜)의 제공 크레딧 삭제를 요구했다.[146]

##### 관련 단체
- 일본 농림수산성 주관의 특수법인인 일본중앙경마회(JRA)도 제작 협력을 행하고 있는 중앙 경마 중계（전술)를 포함한 다섯 방송의 CM 출고를 중지했다.[112]
- 2025년 일본 박람회 협회(오사카·간사이 국제 박람회）도 후지 TV로의 CM 출고를 일단 정지하는 것을 밝혔다.[126]

### 업적으로의 영향 등
2025년 1월 17일의 미나토의 회견 직후로부터 CM 출고를 중지한 기업이 잇따랐고, 요미우리 신문에 의하면 80사 가까이에 달했다고 한다.
후지 TV의 대응으로의 불신감으로 일부 기업으로부터 '반환을 교섭하고 싶다'라고 하는 기업도 나왔고, 라이온이 CM의 교체로 생긴 손실에 대해 해당 방송국에 보상을 요구한 것이 밝혀졌다. 이러한 움직임을 받고 후지 TV는 AC 재팬으로 교체된 TV CM·2월 이후의 계약 완료의 CM의 요금을 청구하지 않는 방침임을 스폰서 기업에 통지했다.
광고 요금의 반환에 응한 때의 손실액을 후지 TV 내부에서 계산한 바, 1-3월기의 CM 중지분으로 '마이너스 200억 엔'이라는 가능성이 나왔다고 한다. 또, 마이니치 신문은 2025년 4월-9월기의 CM 중지분으로 더욱이 700억 엔 정도가 사라졌다고 보도했다. 더욱이, 후지 TV의 광고 수입은 연간 1473억 엔(2023년도)으로, 후지 TV의 매출액의 약 6할을 점하고 있다.
1월 24일, 신용 평가 투자 정보 센터(格付投資情報センター)는 후지 미디어 홀딩스와 자회사인 산케이 빌딩(サンケイビル)의 신용 평가 전망을 '안정적'에서 '네거티브'로 내렸다고 발표했다.
도쿄 쇼코 리서치(東京商工リサーチ)에 따르면 후지 미디어 홀딩스와의 사이에서 거래 관계에 있는 사업자는 2025년 1월 시점에 9,654사에 달하고, 이들의 기업으로의 영향이 우려된다.
이들의 현상은 각사가 일련의 보도 내용 등을 컴플라이언스면 등을 포함해 종합적으로 감안한 것에 더해 전술한 미나토 사장의 기자회견이 일부 미디어의 참가를 인정하지 않은 것이 '폐쇄적'이라고 비판을 받은 일도 영향을 끼쳤다는 지적도 보인다. 경제평론가인 가야 게이이치(加谷珪一)는 이 움직임에 대해 처음 CM 출고 중지 방침을 드러낸 닛폰 생명, 도요타를 예로 들어 '도요타는 누구나 아는 일본의 거대 기업으로 제조업의 탑이고, 다음으로 닛폰 생명이란 말이죠. 사실 닛폰 생명의 회장은 차기 경단연 회장으로 내정돼있고, 재계 탑이라는 것으로 된다. 이 2사가 먼저 이 방침을 낸 것은 영향이 크고, 다른 기업에 한번에 퍼진 것의 한 요인으로 된 것이 아닌가'라고 분석했다.
니시야마 마모루(西山守)는 '후지 TV의 이번 건에서 CAC 광고로의 교체가 일어나는 상황은 3점(1. 방송국 측에서 일어난 문제에 기인하고 있다, 2. 특정 방송이 아닌, 후지 TV의 방송 전체에 파급됐다, 3. 방송국 측에 문제가 있었는지 아닌지 확정되지 않은 단계에서 행해지고 있다）으로 과거의 케이스와는 다르다고 지적했고, 과거에 일어난 광고 출고 정지는 "방송 레벨"(조작의 발각, 방송 내의 심각 문제 발생 등）'으로 분석했고, 그 후 기업 측이 광고를 교체한 이유를 3개 추측했다.(1. CM 방송의 계속에 따른 이미지 다운을 우려했다, 2. 컴플라이언스를 중시했다, 3. 후지 TV에 대한 의사 표시를 행했다) 그 뒤에도 이것저것 그 나름대로 추측으로 분석한 뒤 마지막으로 자니스 성추행 스캔들의 때와 비슷하게 문제 기업 쪽의 입장을 취해 '후지 TV를 무너뜨리는 쪽이 좋다는 의견도 있으나, 자신은 후지 TV에 대해 충분한 대응을 행하는 것을 요구하는 것이 중요하다고 생각한다'라는 사견을 밝혔다. 또, CM을 출고한 다카스 클리닉(高須クリニック)의 다카스 가쓰야 원장은 '진실이 밝혀지기까지 CM은 바꾸지 않는다(취소하지 않는다)'라고 말했고, 같이 CM을 출고하고 있는 베리 베스트 법률사무소(ベリーベスト法律事務所) 대표의 사카이 스스무(酒井将) 변호사도 '나라의 B형 간염 등의 급부금 제도의 고지도 겸하고 있으므로 안이하게 중지해서는 안 된다' 등의 이유로 CM의 방송을 계속한다고 한 기업 등도 존재한다.

## 1월 23일 - 민방연 회장(후지 TV 부회장)·엔도 류노스케의 기자회견
1월 23일, 후지 TV 부회장으로 일본민간방송연맹(민방연)의 엔도 류노스케(遠藤龍之介) 회장이 정례 회견을 행했다. 민방연 회장의 입장으로서 후지 TV의 문제에 관해 '결과적으로 민방 전체의 불신감을 불러일으키고 있는 사태로 인식하고 있다'라고 지적했다. 그 후, 해당 사에 대해 '신속히 제3자 위원회에 조사를 의뢰하고, 보고 제언을 받아들여 신뢰 회복을 위한 대처를 진행할 것을 기대하고 있다'라고 말했다.
또, 본 문제에 관해 후지 TV 부회장의 입장으로도 취재에 응했고, 전술한 미나토의 회견에 관해서는 '반성하지 않으면 안 되는 부분이 많이 있던 회견이었다', 'TV 카메라를 넣는 것이 필요했지 않았나 하고 생각하고 있다'라고 쓴소리를 했다. 또 나카이의 건에 관해서는 사실을 파악한 것은 작년 12월 중순에 '주간문춘'의 기자가 자택으로 취재하러 와 처음 알았다고 말했다. FNN 각사로부터 CM 출고의 보류가 있따르는 문제에 관해서는 '스폰서나 클라이언트 등의 신뢰를 한 번 더 획득하는 것은 용이하지 않다. 이것이 어느 단계까지 퍼질 지는 모르겠으나, 심대한 피해라고 생각한다'라고 말했고, 더욱이 '이번 후지 TV는 여러분께 다시 태어났구나 하고 알아주시지 않으면 꽤 어렵다고 생각합니다'라고 말했다. 또, FMH의 실권을 장악하고있다고 여겨지며 장기 정권에 대해 비판이 생긴 히에다 히사시(日枝久)에 관해 '모든 것을 히에다가 결정하고 있는 것은 아니나, 영향력이 있는 것은 틀림없다'라고 히에다의 영향력을 부정하지 않는 발언을 했다.

## 1월 23일 - FMH 임시 이사회와 사원 설명회 개최
1월 23일 오후, 후지 미디어 홀딩스(FMH)와 후지 TV는 문제의 확대를 받고 사외 이사 7명의 요청을 받고 본사에서 임시 이사회를 개최했다. 석상, 사실 관계나 회사의 대응에 대해서 검증하기 위해 일본변호사연합회(日本弁護士連合会, 일변연)의 가이드라인에 따라 독립된 형태로 제3자 위원회를 설치할 것을 결정했다. 3월 말까지 조사 보고서를 제출할 것이다. 전술한 미나토의 회견 때 조사 위원회의 설치를 밝혔으나 '일변연의 가이드라인에 기반한 제3자 위원회는 아니라고 생각한다'라고 설명한 바에서 독립성이 담보되어있는지 불투명하다는 비판이 생긴 것에 따른 것이다. 제3자 위원회는 3월 말까지 조사 보고서를 제출한다. 멤버는 후지 TV와 이해 관계가 없는 변호사인 다케우치 아키라(竹内朗, 위원장）, 고미 유코(五味祐子), 데라다 마사히로(寺田昌弘)의 3명이다. 더욱이, 위원으로의 개별 취재는 일체 받지 않는다.
같은 날 저녁부터 후지 TV 전사원에게 설명회가 방송국 내의 스튜디오와 원격으로 개최됐고, 경영진에서는 가노 슈지(嘉納修治) 회장과 미나토 고이치(港浩一) 사장이 참가했다. 이 설명회는 노동조합이 중심으로 되어 개최에 이르렀다. 방송국 내의 스튜디오에 준비된 400석이 채워졌고, 500석으로 증설했으나 그럼에도 다 들어가지 못했고, 서서 본 자도 있었다고 알려졌다. 실로 전사원의 9할 가까이로 되는 1100명이 참가했다.
또, 사원 설명회에서 외부로는 비공개인 이 설명회의 모양은 『Live News 잇!』(Live News イット!)에서도 보도됐다. 설명회에서는 회장이 사원으로의 사죄를 했고, 기자회견의 당사자로 된 미나토가 '(회견은) 끝나고 실패라고 생각했다', '정례 회견의 앞당긴다는 구실로 해 버렸다. 시간이 없는 가운데 익숙한 형태의 정례 기자회견이라는 형태를 선택했다. 깊이 반성하고 있다', '오픈으로 인터넷계도 들어오면, 불규칙 발언이나 피해 여성의 프라이버시가 침해되는 것은 아닐까 하는 우려가 가장 크게 머릿속을 점했다'라고 발언했고, 참가자로부터는 한숨이 나왔다고 한다.
설명회 전에 사전에 모집한 질문은 200 이상으로 올랐다. 질의 응답에서는 미나토 외에 상담역인 히에다도 포함한 경영진으로의 책임 추궁이나 신뢰 회복으로의 로드 맵 등의 의문 등 의견이 속출했고, 노성이 오가는 가운데 4시간 30분 후인 22시를 넘어 설명회가 종료됐다. 본 문제의 위기감으로부터 후지 TV의 노동조합의 가입자는 당일 시점으로 500명을 돌파했고, 조합은 미나토 사장에게로 '경영 체제의 쇄신, 열린 회견을 27일에 실시할 것, 회견 장소에서 경영 체제의 쇄신을 표명할 것, 신뢰 회복을 위한 시책을 밝힐 것' 등의 의견서를 제출했다.

## 1월 27일 - 후지 TV 임시 이사회와 두 번째 기자회견 개최·경영진의 인책 사임
1월 27일, 후지 TV의 임시 이사회가 개최됐고, 미나토 고이치 사장의 진퇴를 포함한 경영진의 경영 책임에 대해서 협의가 행해졌다.
당일 저녁의 기자회견 전에 후지 TV는 미나토 고이치 사장 및 가노 슈지 회장이 본 문제의 책임을 맡고 당일부로 사임할 것이 발표했다. 후임 사장으로는 FMH의 시미즈 겐지(清水賢治) 전무가 28일부로 취임한다. 또, 엔도 류노스케 부회장도 제3자 위원회의 결과가 나오는 같은 해 3월 말까지 사임할 의향을 밝혔다.
당일 16시부터 다시 열린 형태의 기자회견을 FCG 빌딩(후지 TV 본사 건물) 22층의 다목적 이벤트 스페이스 '포럼'(フォーラム)에서 실시했다. 입장 시에는 금속 탐지기를 사용한 수하물 검사가 실시됐고, 엄중한 보안 체제가 깔렸다. 회견이 시작하기 전에 앞 책상에는 카메라 조정용의 그레이 스케일 차트가 준비됐다. 전회의 회견 시의 회의실은 출석자의 뒤에 후지산의 그림이 그대로 걸려있는 상태였으나, 이번 회장은 커다란 암막이 걸려있었다.
가노 회장, 미나토 사장, 엔도 류노스케 부회장, FMH의 가네미쓰 오사무(金光修) 사장의 4명에 더해 후지 TV의 시미즈 겐지 신사장도 포함한 5명이 참가했다. 더욱이, 노동조합 등이 바라고 있던 히에다 히사시의 참가는 보류된 것으로 여전히 불씨가 타버린 상태로 실시됐다. 참가자는 '1사 4명 정도'로 기자 클럽 비가맹 미디어나 기자의 출석도 가능했고, 출석한 미디어의 수는 191였으며, 또 출석자 수에 대해서도 이례의 437명 규모로 되었다. 전회의 회견에 따른 비판을 받고 주간지나 인터넷 매체의 참가도 인정했고, 질문 수도 무제한으로 했다. 사전 신청한 기자 뿐만 아니라 당일 접수로도 취재가 가능했다. 방송국·신문사·프리 등의 기자 외에 '데이코쿠 데이터 뱅크'(帝国データバンク)의 기자도 출석했다.
회견은 다음날 2시 23분에 종료했다. 회견 시간은 10시간 23분(휴식 시간 15분 포함)으로 됐고, 질문 수는 504문에 달했다. 마이니치 신문에 따르면 2019년 10월에 우크라이나·키이우에서 행해진 볼로디미르 젤렌스키 대통령이 연 기자회견(14시간 7분)에 이은 길이라고 보도됐다.

### 방송에 의한 회견 중계
프라이버시 보호의 시점에서 중계·방송은 10분 지연（딜레이）가 요구됐으나, 최종적으로 회견 모두 부분（질의 응답에 들어가기까지）은 생중계·생방송이 허가됐다. 프라이버시 침해의 우려가 있는 발언은 각 매체에 있어서 영상이나 음성의 컷 처리가 행해졌다.
후지 TV에서는 회견의 마지막까지 전부 지상파 중계한다라는 이례의 방침이 채용돼 『Live News 잇!』(Live News イット!) 방송 중에서 회견의 중계가 시작됐고, 19:00 이후도 『잇!』을 연장하는 형태로 본래 방송 예정이었던 『네프리그 2시간 SP』나 『119 이머전시 콜』(119エマージェンシーコール), 『비밀 ~THE TOP SECRET~』（秘密〜THE TOP SECRET〜, 간사이 텔레비전 제작） 등의 열 방송을 차례차례 휴지했으며 『긴급 특보 후지 TV 경영진 회견』(緊急特報フジテレビ経営陣会見)을 편성했다. 후지 TV에서는 회견 중계는 CM이 일체 삽입되지 않았다.
계열국에서는 CM 컷의 조치는 잡히지 않았으나, 그래도 평소의 내용을 변경한 회견 중계를 편성했다. 『Live News 잇!』은 평소의 FNN 방송에 더해 제1부·제2부(15:45-17:48)도 FNN 방송으로 된 외에, 일부 계열국은 제3부(17:48-19:00)도 전부 임시 인터넷으로 했다. 19시 이후의 방송도 후지 TV와 같이 교체했으나, 21시 전(네프리그 말미의 20:54-21:00 방송）, 22시 전, 23시 전의 로컬 방송 시간대는 각각 본래의 미니 방송을 방송한 계열국도 있었다. 또 24:25 이후도 본래의 방송을 우선해 회견의 방송을 중단한 방송국이 많았다.
이외에 TVer 스페셜 라이브, FNN 프라임 온라인, 니코니코 생방송이나 ABEMA, 닛폰 TV NEWS 24(日テレNEWS24) 등에서도 10시간 이상에 미친 회견의 전편이 방송됐다. 또 회견 모두는 외의 재도쿄 민방 본국에서도 통상 편성을 포함한 각 보도 방송 가운데 중계·속보됐다.

### 회견 전후로 밝혀진 사실
그런 가운데 스포츠 닛폰의 취재에 따르면 어느 민방 본국의 여성 아나운서가 2023년 5월 7일에 행해진 나카이와의 회식에서 동석했다는 것이 민방 각국에 의한 사내 조사에 의해 밝혀졌다고 전했다. 이 회식은 후지 TV의 편성 간부가 설정한 것이다. 이 회식에서는 후지 TV의 편성 간부에 더해 나카이와 모 인기 남성 탤런트, 거기에 젊은 여성 프리 아나운서 등이 소집됐다고 전했다. 또 『주간문춘』 등의 보도나 기자회견에서 판명된 사실로 편성 간부가 2023년 5월에 도내의 나카이 자택에서 바베큐를 했을 때 피해 여성 등에게 참가를 요청한 것, 2021년 겨울에 나카이나 예능 관계자, 당사 사원, 해당 여성 등과 도내의 호텔에서 친목회를 행한 것이 밝혀졌다. 이번 문제에 관해서 후지 TV는 편성 간부의 일체 관여를 부정해왔으나, 이날의 회견에서는 편성 간부의 부름에 따른 식사회가 이번 문제의 배경이나 원인으로 된 가능성을 인정하는 것으로 됐고, 제3자 위원회에서 조사되는 것으로 됐다.
나카이 집에서의 바베큐 개최의 사실에 대해서는 탤런트인 히로미(ヒロミ)가 회견 다음날 28일에 닛폰 TV의 『DayDay.』에 출현해 라쿠고가인 쇼후쿠테이 쓰루베(笑福亭鶴瓶)와 함께 이 바베큐에 참가한 것을 증언했고, 이 바베큐 자체에 관해서는 '그 자리의 분위기는 나카이도 포함해 평범한 바베큐였습니다. 제가 보는 한에는요'라고 말했다. 또 기사 내에 있는 해당 여성과의 면식은 없고, 출석한 것도 잡지의 취재에 의해 사실을 파악했다고 전했다. 그 후 전날의 후지 TV의 회견을 받고 '뭔지 모르겠지만, 공포 같은 것을 느꼈습니다. 저는 이 안에 있구나 하는 느낌이요. 하지만 이런 일을 하고 있으니 오늘은 절대로 이를 말하지 않으면, 더는 이런 일은 계속할 수 없다는 각오로 오늘 왔고요'라고 심경을 토로했다.
이 바베큐에 참가했다고 이름이 올라온 쓰루베의 활동에도 영향을 미쳤고, 쓰루베가 CM 캐릭터로 기용되던 대형 회전 초밥 체인점·스시로는 같은 달 30일에 당사 CM·WebCM·홈페이지에서 쓰루베의 기용을 일시적으로 삼가는 것으로 되었다. 스시로를 운영하는 FOOD & LIFE COMPANIES는 취재에 대해 '이번 건은 손님으로부터 여러 목소리를 들은 것을 답습해 종합적으로 판단했습니다'라고 언급했다. 단, 본건에 대해서 히로미는 바베큐 참가의 사실을 인정했지만, 피해 여성에 대해서는 인식하지 못했고, 쓰루베와 함께 저녁에는 귀가했다고 증언했으며, 스시로 측의 과잉이라고 생각되는 대응에 SNS 등을 중심으로 비판이 일었다.

### 일부 질문자의 질의 내용·매너를 둘러싼 문제
또, 회견에 출석한 일부의 기자들의 발언이나 태도에도 문제가 보였다.
- 사전에 '프라이버시에 관한 질문에 대해서 제한'했음에도 불구하고 이를 무시하는 형태로 개인 이름을 내는 형태로 질문을 한 저널리스트는 사회자로부터 제지를 받은 때에 '질문을 할 수 없잖습니까!', '질문할 수 없어! 농담이 아니야!'라고 언성을 높였고, 회견은 모두부터 긴박한 분위기로 되었다.[202]
- 질문이 길고 요점이 불명확하거나 감정적인 발언이 보였고, 인터넷 상에서도 질문하는 측의 수준의 낮음이 지적됐다.[203][204]
- 지명되지 않았음에도 불구하고 발언하거나, 다른 기자의 질문 중에 끼어드는 등, 회견의 진행을 방해하는 행위도 보였다. 이에 따라 회견이 중간중간에 중단됐고, 진행이 지연되는 장면이 있었다.[205]
- 각 질문의 의도가 불명료하면서 동시에 장황하고, 더욱이 이미 회답을 낸 질문을 반복하는 등 요령이 없는 질문자, 자신의 의견을 개진하면서 큰소리로 경영진을 캐묻는 질문자, 더욱이 질문자로부터의 불규칙 발언(야유)가 속출했다.

이러한 일부 기자의 질문 자세에 대해 질의에 선 통판 신문사의 기자인 사토 마사유키(佐藤真之), 인터넷 뉴스 미디어 『The HEADLINE』 편집장인 이시다 겐(石田健), 프리라이터 이시도 사토루(石戸諭) 등이 질문에 대해 일부 질문자에 의한 룰이나 프라이버시의 보호를 지키지 않는 자세를 규탄하는 등, 다른 출석자로부터도 비판의 목소리가 일었다.
이들 질문하는 미디어측（특히 일부 프리랜스 기자)의 윤리에 대해 지식인이나 시청자로부터 SNS 등을 통해 큰 비판이 일었고, 장시간 회견의 요인으로 이어졌다고 보인다.
캐스터인 오이시 겐스케는 1월 28일에 방송한 TV 아사히의 『보도 스테이션』에서 '기자회견도 취재의 자리인 이상, 만일 비판의 대상이어도 취재 상대에게는 일정의 리스펙트를 하는 것이 취재자로서의 매너라고 나는 생각한다'라고 말했다. 문제의 당사자인 후지 TV 측에서도 당사 보도국 편집장인 히라마쓰 히데토시(平松秀敏)가 '기자회견이 10시간을 넘는다는 것은 건전하지 않다. 후지 TV도 나쁘지만 참가한 저널리스트에게도 무언가의 문제가 있는 건 아닌가 하고 나는 생각한다'라고 기자회견 후에 말했다. 특정 미디어에 속하지 않은 기자가 출석하는 중요성도 지적하는 의견도 있는 가운데, 프리 기자를 배제하는 것이 유용하다는 의견도 나왔다.
또, 민폐 YouTuber가 생방송을 시도하려고 사내에 침입해 경비원에 의해 강제 퇴출되는 문제도 일어났다.

### 기자회견 특별 방송의 시청률
1월 28일, 비디오 리서치로부터 기자회견 특별 방송의 시청률 일보 데이터（간토 지구)가 발표됐고, 전 4주의 평균 시청률에 비해 2배 이상의 시청률을 기록한 것이 밝혀졌다.
출처: 
| 방송 시간           | 본래 예정돼있던 방송(간토 지구)                                                                                 | 평균 시청률 | 개인 시청률 | 전 4주 평균 시청률 |
| ------------------- | --- | ----------- | ----------- | ------------------ |
| 15시 45분-16시 50분 | Live News 잇! 제1부                                                                                             | 7.5%        | 3.8%        | 2.2%               |
| 16시 50분-17시 48분 | Live News 잇! 제2부                                                                                             | 11.9%       | 6.2%        | 4.0%               |
| 17시 48분-19시 00분 | FNN Live News 잇!                                                                                               | 12.6%       | 6.8%        | 4.8%               |
| 19시00분-22시 00분  | 네프리그 2시간 SP 아나운서 정상 결전 119 이머전시 콜 아슬아슬하게 재촉하니 계속할 만큼 하겠습니다 법률 오와라이 | 13.1%       | 7.5%        | 6.2%               |
| 22시 00분-22시 54분 | 비밀 ~THE TOP SECRET~                                                                                           | 12.2%       | 6.9%        | 5.2%               |
| 22시 54분-23시 00분 | Live News&날씨                                                                                                  | 11.6%       |             | 3.7%               |
| 23시 00분-23시 40분 | 뭔가 "재밌는 거" 없어?(何か“オモシロいコト”ないの?)                                                             | 11.2%       | 6.3%        | 3.2%               |
| 23시 40분-0시 25분  | FNN Live News α                                                                                                 | 9.8%        |             |                    |
| 0시 25분-0시 55분   | MONDAY FOOTBALL 모두의 J(MONDAY FOOTBALL みんなのJ)                                                             | 7.5%        |             |                    |
| 0시 55분-1시 25분   | R4 STREET DANCE                                                                                                 | 6.3%        |             |                    |
| 1시 25분-2시 10분   | MA55IVE BASE | 3.0%        |             |                    |

## 1월 28일 이후 - 2번째의 기자회견 이후의 움직임
28일, 후지 TV의 엔도 류노스케(遠藤龍之介) 부회장은 TBS 텔레비전의 취재에 대해 제3자 위원회 보고서가 제출될 3월 말까지 '스폰서의 멀어짐의 원인을 만든 책임을 진다'라는 것으로 사임할 의향을 표명했다.
같은 날, 후지 TV와 함께 FMH의 두 번째 기자회견을 받고, 기린 홀딩스·산토리 홀딩스·도요타 자동차·닛폰 생명·큐피는 해당 방송국의 2월분의 CM 계약을 계속 취소할 것임을 분명히 했으며 미쓰비시 자동차공업과 아사히 그룹 홀딩스(アサヒグループホールディングス)는 연도 말의 3월분까지 계약 취소 연장을 표명했다. 새로 니시마쓰야(西松屋)도 이날 당면의 사이 해당 방송국으로의 CM 출고를 보류할 것을 표명했다. 더욱이 2월 9일에 해당 방송국의 주최로 료고쿠 국기관(도쿄도 스미다구)에서 개최 예정인 『일본 오즈모 토너먼트(日本大相撲トーナメント) 제49회 대회』에서도 당초 협찬을 예정했던 닛신 오일리오·Sky·MIRARTH 홀딩스(MIRARTHホールディングス)의 3사가 협찬을 사퇴한 것이 여러 스포츠지의 보도로 밝혀졌다. 그 후, 같은 달 30일에 후지 TV는 분카 방송과 함께 대회의 중계 그 자체를 중지하는 결정을 내렸다.
후지 미디어 홀딩스(FMH)의 사외 이사는 후지 TV를 향해 기업 운영의 재정비와 신뢰 회복을 요구하는 제언을 발표했고, '경영 쇄신 소위원회' 설치를 요구했다. 29일, 분카 방송의 사이토 기요토(齋藤清人) 사장은 '경영 쇄신이라는 상황에 움직이는 것은 틀림없다고 생각한다'라고 말한 뒤 '여러 시선으로 새로운 시점으로 새로운 경영진이라는 이유의 제안이라는 부분이 크다. 여태까지 극히 제한적이고 게다가 조금 이해하기 어려운 인사가 실시되어 왔다면, 그것도 바꿀 수 있는 좋은 계기라고 느끼고 있다'라고 이야기했다. 이렇게 사이토를 포함한 FMH의 7명의 사외 이사는 '4월에 출범할 새 경영진을 뽑는 것은 매우 중요하다'라고 여겨 이 경영진의 선정에 대해 적극적으로 관여하는 자세를 보이고 있다.
이 사외 이사의 제언을 답습하고 30일에 후지 TV와 FMH는 각각 정례의 이사회를 개최했다. 종료 후, 후지 TV의 시미즈 겐지 사장은 사외 이사로부터 요청이 있던 경영 쇄신 소위원회의 설치를 승인한 것을 밝혔다. 그 뒤 '지금의 후지 TV는 신뢰가 떨어지고 있는 것은 잘 알고 있다. 클라이언트에도 민폐를 끼치고 있는 것은 매우 마음 아프게 생각하고 있다. 제3자 위원회의 조사 결과는 3월 말까지이나, 그동안 지금 바로 할 수 있는 것은 하나씩 해가지 않으면 안 된다'라고 말했다. 후지 TV에서는 제3자 위원회의 보고서가 3월 말까지 제출되는 대로 경영 체제를 재검토한다. 또, 시미즈 사장은 '(문제의) 원인으로 됐을지도 모르는 회식의 룰의 엄격화, 괴롭힘을 박멸하기 위한 운용은 제3자 위원회의 결과를 기다리지 않고 낼 수 있을 것이라고 생각한다'라고 말했다. 이에 더해 젊은 사원으로 구성된 프로젝트 팀을 구성한 것도 밝혀졌다. 이 프로젝트 팀은 이 문제의 재발 방지에 더해 후지 TV의 재생에 대해서 검토한다.
또, 같은 날의 정례 이사회에서는 후지산케이 그룹 대표·후지 TV 및 FMH의 이사 상담역인 히에다 히사시(日枝久)도 출석했으나, 시미즈는 취재에 대해 이사회에서 히에다의 진퇴에 대한 화제는 없었고, 히에다 본인으로부터의 사임의 생각이나 발언도 없었다고 전했다.
1월 30일, 하야시 요시마사 일본의 내각관방장관은 이날 오전의 내각 기자회 정례 기자회견에서 후지 TV가 관계하는 일본 정부의 광고 계발 사업에 대해서 29일의 시점으로 예정분을 포함해 4건의 광고를 중지한 것을 밝혔다. 그 내역은 일본 내각부에서 2건, 일본 후생노동성과 일본 국세청에서 1건씩이었다. 또, 제휴나 방송 제작으로의 협력 등에서는 이미 재검토를 행하고 있는 것이 일본 소방청의 1건이고, 대응을 검토하고 있는 것이 내각부의 1건과 일본 해상보호청의 2건이라고 설명했다.
같은 날, 주간지 보도에서 사원 A로 여겨진 후지 TV 편성 간부가 '직무 집행의 곤란함'을 이유로 이날 '인사국'으로 이동하게 됐다. 이 편성 간부는 1월 15일부터 출사 정지로 되었고, 이동의 이유에 대해서 관계자는 '보도를 받고 심신의 부담이 심해지고 있다'라고 말했다. 더욱이 여태까지 맡아온 편성 간부의 역직은 상사가 겸임하는 것으로 되었다.
같은 날, FMH의 2025년 3월기 연결 순이익이 전년 대비 74% 감소한 98억 엔으로 될 전망으로, 종래의 예상에서 192억 엔의 하향 수정으로 되었다고 밝혔다. 이는 후지 TV의 일련의 대응에 비판이 높아져 CM 출고의 보류가 증가한 것이 영향을 끼쳤다. 또, CM 수입은 계획을 230억 엔을 밑도는 전망이라는 것도 함께 밝혀졌다. 이에 따라 후지 TV 단체(單體)의 최종 손익은 적자로 전락할 전망으로 2008년의 지주 회사로 이행 후, 후지 TV가 적자로 되는 것은 처음이다. 또 이날 미쓰비시 전기가 후지 TV에서의 CM 방영에 대해서 2월분의 휴지를 결정했다고 밝혔다. 3월 이후는 미정으로 '이번 사태의 추이를 답습하고, 종합적으로 판단해 간다'(해당 사 광고부)라고 전했다.
1월 31일, 그해 4월 9일 밤에 2022년 이래 3면 만에 방송을 예정했던 대형 음악 특별 방송 『FNS 가요제 봄』(FNS歌謡祭 春)이 스폰서의 대량 휴지 등에 의한 광고 수입의 감소 등으로 제작비가 투입할 수 없게 되는 전망으로 되어 제작 및 방송이 중지된 것이 밝혀졌다. 같은 날, 아키타현은 계열의 아키타 TV(AKT)에 광고나 계발 사업으로 발주한 CM에 대해 후지 TV가 제작한 방송에는 정부의 대응에 맞춰 방송하지 않는 것을 결정했다. 단, AKT가 제작한 방송에느 여느 때처럼 CM의 방송은 계속하는 외에, 현이 기획·제작하고 AKT에서 방송하는 광고 방송도 방송을 계속한다고 하였다.

## 『주간문춘』의 기사 정정과 반향
한편 문제를 보도한 『주간문춘』 측도 기자회견 당일에 기사를 수정한 것이 판명됐다. 기사 발신 당초（2024년 12월 25일 방송, 같은 달 26일 발매）는 사건 당일 'X 씨는 후지 편성 간부 A 씨에게 권유받았다'라고 했으나, 1월 8일 발매호 이후의 속보에서는 '피해자 여성은 나카이에게 권유받았다'라는 전제의 기사로 변경됐다. 그 후, 본 문제에 관련해 취재를 받은 전 오사카부지사이자 변호사인 하시모토 도루로부터 (제1탄과 제2탄의 기사 내용의 차이에 대해) '몰래 오류를 고치는 것은 불성실'하다고 지적을 받았다고 하며, 기자회견 당일로 되는 27일 아침에 방송한 하시모토의 인터뷰 기사에 '"X 씨는 나카이에게 권유받았다", "A 씨가 세팅한 모임의 "연장"으로 인식했다"라는 것을 알게 됐습니다. 사과드리고 정정하겠습니다'라고 하는 정정문을 추가했으나, 해당 부분은 유료 기사였다. 더욱이 그 후, 편집부 내에서 첫 보도로의 대응도 요구하는 의견이 있고, 회견 다음날인 28일에 주간문춘 홈페이지 위（무료 방송 페이지）에도 정정문을 삽입했다.
『문춘』의 정정에 대해 해당 지 편집장인 다케다 사토시(竹田聖)에 의하면 이미 1월 6일의 단계에서 오인식을 인지하고 있었다고 전했다. 그 후 '제2보 이후를 읽고 있는 분은 알고 있습니다만, 제1보만을 읽은 사람은 착각해버리므로 정정을 추기했습니다', '（27일에 있었던） 후지 TV의 회견이 끝나는 것을 기다려 정정한 것은 아닙니다'라고 해명했다. 해당 지 관계자는 '제1탄의 취재는 뒷받침이 허술했다. 제2탄 이후는 모두 새롭게 취재해 알게 된 정보에 기반해 쓰였다. 바로 정정을 낼 필요는 없다고 생각했다'라고 해명했다. 그 후 피해 여성이 문제에 마주친 것은 기사 중에 A 씨라고 칭해진 후지 TV 사원이 설정한 모임의 "연장"이라고 증언한 것을 이유로 'A 씨가 사건의 문제에 관여한 사실은 바뀌지 않는다'라고 인식을 드러내 기사의 정당성을 주장했다.
회견 다음날에 정정의 사실이 미디어 각사에도 보도돼 기자회견에서는 『문춘』의 기사를 소스로 질문을 행한 기자가 있었고, 후지 TV 간부의 회답과의 어긋남을 둘러싸 분규한 것으로 장시간의 회견으로 이어진 요인으로 된 점으로 일부 지식인이나 여론으로부터도 『문춘』의 편집 자세에 엄격한 비판의 목소리가 올랐다.
- 편집자·사업가인 미노와 고스케(箕輪厚介)는 자신의 SNS 투고로 '한 개인을 사회적으로도 물리적으로도 말살하는 힘을 가진 문춘이 이런 큰 팩트를 몰래 정정한다는 건 위험하지 않나?', '역시 문춘은 오보가 생긴 경위를 정확히 설명하는게 좋다고 생각한다'라고 비판했다.[246]
- 사회학자인 후루이치 노리토시(古市憲寿)도 자신의 SNS 투고로 '옛날에는 "어차피 주간지의 기사니까"라는 받아들이는 방법도 있었습니다. 그러나 『주간문춘』이 매체로서 일본 사회를 움직이는 힘을 가져버린 이상, 오보를 몰래 "정정"한다는 일시 방편은 용서받을 수 없을 것이라 생각합니다'라고 『문춘』의 편집 자세를 엄격히 비판했다.[247]
- 전 AERA 편집장이자 저널리스트인 하마다 게이코(浜田敬子)는 '본디 작년 말에 여성 세븐이나 주간문춘의 보도에서 이 건이 밝혀졌다. 보도가 없다면 어쩌면 지금도 나카이 씨는 방송에 나오고 있었을지도 모른다는 것에 있어서는 (문춘의) 보도의 의의는 있었다고 생각한다'라고 문춘의 기사의 의의를 긍정하면서도 '일부 실수가 있었다면 신속히 정정했어야 한다고 생각합니다'라고 지적했다.[248]
- 2ch 개설자인 니시무라 히로유키나 라쿠고가·해설자인 다테카와 시라쿠(立川志らく), 변호사인 노무라 슈야(野村修也) 등도 『문춘』의 기사에 의해 후지 TV에 장시간의 기자회견을 끌어낸 이상 『문춘』도 동등의 기자회견을 열어서 해명 혹은 제3자의 변호사"만"의 조사를 받은 뒤 그것을 답습한 검증 기사를 조사 위원회의 양해 하에 해명해야 한다고 주장했다.[249][250][251]

그 후, 1월 29일에 되어서 『주간문춘』 전자판에서 '『후지 TV·나카이 문제 기사의 정정에 대해』 【편집장으로부터】'으로 성명을 게재했고, '이번 하시모토 씨의 '몰래 오류를 덧쓰는 것은 불성실'하다는 지적을 받고 '주간문춘 전자판'의 해당 기사에 정정을 추기했습니다. 다시 한 번 사과드립니다'라고 한 뒤 '단, 제2탄 이후에 보도해온 대로 사건 직전, 후지 편성 간부의 A 씨는 X 씨를 나카이 씨 집에서의 바베큐에 데려가거나 했습니다. 또 X 씨도 저희 잡지의 취재에 대해 '(사건 당일의 회식은) A 씨가 세팅하고 있는 모임의 "연장"이었다는 것은 틀림없습니다'라고 증언했습니다. 이상의 경위로부터 A 씨가 사건의 문제에 관여했다는 사실은 바뀌지 않는다고 생각하고 있습니다'라고 재차 본지 기사의 정당성을 주장했다.
이에 대해 후지 TV의 시미즈 사장은 1월 30일에 개최된 이사회에서 '역시 하나같이 매우 엄격한 의견이 많았습니다. 그것은 미디어의 책임이란 무엇인가 하는 부분이네요. 지금의 문춘이라는 것은 사실 꽤 강력한 영향력이 절대한 미디어라고 할 수 있다고 생각합니다. 그러므로 그 미디어인 문춘에 있어서 그 의무란 무엇일까라는 것에 대해 여러 엄격한 의견이 있었습니다. 기반으로 되어있는 베이스가 어떤 팩트였는가라는 베이스가 무너지면, 베이스에 틈이 있으면 위에 올려져있는 것이 무너져버립니다. 조금 더 제대로 된 대응이 필요한 것은 아닐까요'라고 말한 뒤 '지금 모든 선택지가 검토 하에 있습니다. 냉정히 검토해 대응해가는 것이라 생각하고 있습니다'라고 이 주간문춘의 정정 기사에 대해 법적 수단을 포함해 검토할 것을 밝혔다.

## 업계로의 영향
이 문제의 반향은 컸고, 동업인 TBS 텔레비전·닛폰 TV·도쿄 메트로폴리탄 텔레비전(TOKYO MX)에서도 실태 파악으로 사내 조사에 착수했고, TV 도쿄에서도 조사를 검토하는 등 미디어에 따른 컴플라이언스 관련 불상사의 영향은 각국으로도 파급됐다.
재빨리 사내 조사에 착수한 TV 아사히는 "제1차 조사"로 제작 현장이나 아나운스부를 중심으로 대면에 따른 청문회를 실시했고, 현 시점에서 보도되는 식사회 등으로의 부적절한 행위의 보고는 없었다고 발표했다.
간사이 지구 준본국인 아사히 방송 TV(朝日放送テレビ, ABC)에서도 당사 그룹의 인권 방침에 따라 인권 침해 등의 사안의 유무에 관한 사내 조사를 실시함과 더불어 인권에 관한 연수 등도 행할 방침을 가지고 있다고 밝혔다. 그러나 당사에 있어서도 1월 28일, 이사인 시미즈 아쓰시(清水厚志)가 사내의 룰을 위반해 교제비（회식 비용)을 부적절하게 사용한 것이 판명됐고, 같은 달 31일부로 이사를 사임하는 것이 발표됐다.
한편, 일본방송협회(NHK)는 제24대 회장·이나바 노부오(稲葉延雄)가 22일의 정례 기자회견에서 협회 내에서 괴롭힘 등에 관한 내부 신고 제도가 정비되어있는 것과 해당 제도에 기반해 매년 말에 실시되는 정기 조사의 결과, 부적절 사안은 없다는 것을 공표했다. 또, 회견에 동석한 아나운서 출신의 이사·구로사키 메구미(黒崎めぐみ)는 이른바 '성 접대'를 보고 들은 적이 있는지 질문을 받아 '그런 것은 절대로 없다'라고 말했다.
1월 27일의 기자회견이 행해진 날, TBS 라디오는 프리 아나운서인 이쿠시마 히로시(生島ヒロシ)가 오래 동안 사회자를 맡았던 TBS 라디오의 방송 『이쿠시마 히로시의 오하요 정식』(生島ヒロシのおはよう定食) 및 『이쿠지마 히로시의 오하요 일직선』(生島ヒロシのおはよう一直線)을 하차한다고 발표했다. 중대한 컴플라이언스 위반이 있었다고 보인다. 이를 받고 이쿠지마가 회장을 맡은 이쿠지마 기획실(生島企画室)에서도 이쿠지마의 전역직의 퇴임과 예능 활동의 무기한 자숙을 발표했다.

### 내용주
1. ↑  전술한 FMH·후지 TV 그룹·산케이 신문 그룹 등으로 구성된후지산케이 그룹 대표(2003년 7월 - )
2. ↑  스폿 CM, 타임 CM을 출고하는 기업 수.
3. ↑  TV 니시닛폰·사가 TV·TV 나가사키·TV 오이타·TV 미야자키·TV 구마모토·가고시마 TV의 7국.
4. ↑  TV 에히메, 고치산산 TV, 오카야마 방송(오카야마현과 가가와현을 방송 영역으로 한다)의 3국.
5. ↑  후쿠시마 TV, 센다이 방송, 사쿠란보 TV의 3국.
6. ↑  깃코만의 모기 유자부로(茂木友三郎) 명예회장은 후지 미디어 홀딩스와 후지 TV의 사외 감사역을 맡고 있다.
7. ↑  평소의 자막은 'SHIONOGI MUSICFAIR'. 방송 공식 홈페이지에서도 시오노기 제약으로의 링크 배너가 설치돼있다.
8. ↑  요코하마시 소방국과 요코하마시회를 가리킨다.
9. ↑  구입이나 판매, 직접 혹은 간접을 포함한다.
10. ↑  실제 1월 27일의 두 번째 회견에서는 일부 기자가 불규칙 발언이나 프라이버시 침해로 되는 발언을 하는 등 우려는 현실로 되었다.
11. ↑  실제로는 대한민국의 정치인인 조국이 2019년 9월 2일부터 3일에 걸쳐 11시간의 해명 기자회견을 행했다.
12. ↑  '네프리그 2시간 SP', '119 이머전시 콜', '아슬아슬하게 재촉하니 계속할 만큼 하겠습니다 법률 오와라이'(ぎりぎりをせめるので続くだけやります法律お笑い), '비밀 ~THE TOP SECRET~', 'Live News&날씨'(Live News&天気), '뭔가 재밌는 거 없어?'(何かオモシロいコトないの?), 'FNN Live News α', 'MONDAY FOOTBALL 모두의 J'(MONDAY FOOTBALL みんなのJ), 'R4 STREET DANCE', 'MA55IVE BASE'의 열 방송이다. 방송 시간 등 상세는 #기자회견 특별 방송의 시청률의 항목도 참조. 네프리그 말미의 20:54~21:00에 '아슬아슬하게 재촉하니 계속할 만큼 하겠습니다 법률 오와라이', 'Live News&날씨'의 시간대는 로컬 방송이기에 계열국에서는 각각의 미니 방송을 방송한 방송국도 있다. 또 24:25 이후의 방송도 로컬 방송이나, 계열국은 회견의 방송을 중단한 방송국이 많았다.
13. ↑  열한 번째 방송에 해당하는 '형제 라멘'(兄弟拉麺) 내에서 회견 중계는 종료됐고, '형제 라멘'의 도중（2:41 즈음）부터 통상 방송으로 복귀했다.
14. ↑  엄밀히는 21시 53분 즈음에 AC 재팬의 CM 방영이 흘렀으나, 3초 정도로 컷되어 바로 중계 영상으로 돌아왔다.
15. ↑  TV 아사히가 『슈퍼J채널』의 전 확대로 대응했다. 한편, 일본방송협회(NHK)는 24일에 소집된 일본 제217회 국회의 대응이 우선되었기에 회견의 모두는 BS에서 편성한 특설 뉴스（16:00-16:55)에서 생중계했다. 종합 TV는 국회 중계(일본 제217회 국회 중의원 본회의 각당 대표 질문 1일째, 13:00 개의 17:10 즈음 해산） 종료 후에 특설 뉴스（17:13-17:45)를 편성했다. 별도로 NEWS WEB에서의 라이브 방송도 행했다. TV 도쿄는 생활 정보 방송 등 통상 방송을 우선해 특별 방송은 없었다.

1. ↑  해당 방송은 2016년 및 2017년에 『FNS 노래의 봄 축제』(FNSうたの春まつり)로 방송된 뒤, 5년간의 공백을 거쳐 2022년에 『FNS 가요제 봄』(FNS歌謡祭 春)이라고 타이틀을 고쳐 방송됐다.
2. ↑  전 도쿄 방송(TBS) 아나운서로 재적했다.

### 참조주
1. ↑  “나카이 마사히로 '여성 문제'로 후지 TV는 붕괴의 위기 뒤에서 나온 나카이 방송 "캐스팅 금지령"… 경계되던 '기호'(中居正広「女性トラブル」でフジテレビは崩壊の危機　裏で出ていた中居番組“キャスティング禁止令”…警戒されていた「嗜好」)”.
2. ↑  후지, 컴플라이언스 담당에게 보도 없이 일부에서 공유, 따져지는 대응(フジ、コンプラ担当に報告なく　一部で共有、問われる対応) - 교도 통신사 2025년 1월 25일
3. ↑  “【특종】 나카이 마사히로가 여성과의 중대 문제, 거액의 해결금을 지불 중병으로부터 복귀 후의 회식에서 심각한 문제가 발생(【スクープ】中居正広が女性との間に重大トラブル、巨額の解決金を支払う　重病から復帰後の会食で深刻な問題が発生)”.
4. ↑  “나카이 마사히로 '9000만 엔 여성 문제' 대리인이 '주간문춘'에 회답 '문제는 사실', '폭력은 없다', '사죄를 제안했습니다만…'(中居正広「9000万円女性トラブル」代理人が「週刊文春」に回答「トラブルは事実」「暴力はない」「謝罪を申し入れましたが…」)”.
5. ↑  기업 정보(企業情報) - 후지 TV
6. ↑  '진심으로 도산이 보이기 시작했다' 후지 TV 나카이 소동으로 도요타 등 대기업이 전대 미문의 "국째로 CM 인상"으로… 사장의 보신 회견이 찌른 '결정타'(「ガチで倒産見えてきた」フジテレビ　中居騒動でトヨタら大企業が前代未聞の“局ごとCM引き上げ”へ…社長の保身会見が刺した「トドメ」) - 여성자신(女性自身) 2025년 1월 19일
7. ↑  “후지 TV 스캔들: 일본 언론의 무거운 침묵(Scandale à Fuji TV : Le Lourd Silence des Médias Japonais)” (프랑스어). 2025년 1월 17일.
8. ↑  12시 40분, 2025년 1월 16일 AFP와 르 파리지앵 (2025년 1월 16일). “일본의 유명 아나운서, 전 보이그룹 스타가 « 성 문제 »로 조사를 받고 있다(Un célèbre présentateur japonais, ex-star de boys band, visé par une enquête pour un « problème sexuel »)”. 《르 파리지앵(Le Parisien)》 (프랑스어). 르 파리지앵(Le Parisien).
9. ↑  후지 '다레카 to 나카이' 방송 휴지 나카이 마사히로 씨의 문제 보도를 받고(フジ「だれかtoなかい」放送休止　中居正広さんのトラブル報道受け) - 아사히 신문 디지털 2025년 1월 8일
10. ↑  후지 TV '다레카 to 나카이', '와이드나 쇼' 내년 3월로 종료 과거에 마쓰모토 히토시가 출연했던 두 방송(フジテレビ「だれかtoなかい」「ワイドナショー」来年3月で終了　過去に松本人志が出演していた2番組) - Sponichi Annex 2024년 12월 12일
11. ↑  성 가해 고발 전 여자 아나운서, 영상에서 '후지 TV의 높은 사람'의 행상 말하다 '여성 탤런트와 행위를 하고 있는 사진이라던가…'(性加害告発の元女子アナ、動画で「フジテレビの偉い人」の行状語る　「女性タレントと行為をしている写真とか...」) - J-CAST 뉴스 2025년 1월 20일
12. ↑  후지 HD에 임시 이사회 요구 분카 방송 사장 등 사외 이사 7명(フジHDに臨時取締役会要求　文化放送社長ら社外取7人), 니혼케이자이 신문, 2025년 1월 21일
13. ↑  “후지 HD, 23일에 임시 이사회 사외 이사에게 제3자 위원회 바라는 목소리(フジHD、23日に臨時取締役会 社外取に第三者委望む声)”. 《니혼케이자이 신문》 (일본어). 2025년 1월 21일.
14. ↑  “후지 TV 사장의 진퇴 논의로 27일에 임시 이사회 CM 요금 청구하지 않고(フジテレビ社長の進退議論へ　27日に臨時取締役会　ＣＭ料金請求せず)”.
15. ↑  Ramachandran, Naman (2025년 1월 21일). “나카이 마사히로의 성 스캔들 혐의로 일본 후지 TV의 광고주 이탈이 촉발되다(Masahiro Nakai’s Alleged Sex Scandal Prompts Advertiser Exodus at Japanese TV Giant Fuji)”. 《버라이어티》 (영어).
16. ↑  편집자, Richard Lloyd Parry, 아시아 (2025년 1월 20일). “후지 TV 사장이 스타 성폭행 스캔들 후 사과하다(Fuji TV president says sorry after star’s sexual assault scandal)”. 《타임스》 (영어).
17. ↑  “일본: TV 스타 나카이 마사히로, 성추문으로 은퇴(Japan: TV star Masahiro Nakai retires amid sex scandal)”. 《BBC》 (영어). 2025년 1월 23일.
18. ↑  “일본 후지 TV가 SMAP의 나카이 마사히로에 대한 의혹을 조사하다(Japan’s Fuji TV probes allegations around Smap’s Masahiro Nakai)”. 《더 스트레이츠 타임스》 (영어). 2025년 1월 17일.
19. ↑  “나카이 마사히로의 성폭력에 따른 후지 TV 조사 개시(Fuji-TV leitet nach sexuellen Missbrauchsvorwürfen gegen Masahiro Nakai Untersuchung ein)” (독일어). 2025년 1월 17일.
20. ↑  “수십 개의 기업이 직원 및 유명인과 관련된 성 스캔들로 일본 네트워크에서 광고를 철회하다(Dozens of firms pull ads from Japanese network over sex scandal linked to its staff and celebrity)”. 《AP News》 (영어). 2025년 1월 21일.
21. ↑  “후지 TV가 나카이 마사히로 성추행 스캔들로 주주의 분노 촉발 후 열기에 직면하다(Fuji TV faces heat after Masahiro Nakai sexual misconduct scandal prompts shareholder fury)”. 《malaymail》.
22. ↑  “나카이 마사히로 성추문 연루 후지 TV 5대 기업 광고 분노(中居正廣性醜聞牽連富士電視台 五大企業怒抽廣告)”. 《성도일보(星島日報)》 (중국어). 2025년 1월 19일.
23. ↑  Merican, Sara (2025년 1월 17일). “일본의 후지 TV가 TV 진행자 나카이 마사히로에 대한 혐의 처리에 대한 비판에 직면하다(Japan’s Fuji TV Faces Criticism Over Handling Of Allegations Against TV Host Masahiro Nakai)”. 《데드라인 할리우드》 (영어).
24. ↑  “후지 미디어가 조사 패널 구성 계획으로 주가 반등(Fuji Media Shares Rebound on Plan to Form Investigation Panel)”. 《블룸버그 L.P.》 (영어). 2025년 1월 24일.
25. ↑  “나카이 마사히로 문제 세계 각국이 보도 독일지에 프랑스 미디어 '일본의 스타가…' 미국 투자신탁도 의견(中居正広トラブル 世界各国が報道 ドイツ紙に仏メディア「日本のスターが…」 米投資ファンドも意見)”. 《Sponichi Annex》. 2025년 1월 15일.
26. ↑  “'의도적인 진상 은폐' 후지 미디어 HD에 '달튼 인베스트먼트'로부터 두 번째의 서간 후지 TV에 카메라 있는 회견 요구(「意図的な真相隠蔽」 フジ・メディアHDに「ダルトン・インベストメンツ」から2度目の書簡 フジテレビにカメラあり会見要求)”.
27. ↑  “일본의 후지 TV가 전 J-pop 스타에 대한 의혹 조사(Japan’s Fuji TV probes allegations around former J-pop star)”. 《Free Malaysia Today | FMT》 (영어). AFP. 2025년 1월 16일.
28. ↑  Paiva, Alexandra (2025년 1월 17일). “일본 후지 TV가 SMAP의 나카이 마사히로에 대한 의혹 조사 중(Fuji TV do Japão investiga alegações sobre Masahiro Nakai da Smap)”. 《DailyNerd》 (포르투갈어).
29. ↑  후지 미디어 홀딩스 주가, 일시적 8% 상승 주주 총회를 향한 기대(フジ・メディア・ホールディングス株価、一時８％高　株主総会に向け思惑), 니혼케이자이 신문, 2025년 1월 20일
30. ↑  후지 TV 주식을 구입하는 저명인 이어져 '말하는 주주에게' 인기 변호사 YouTuber 3만 주 구입 호리에 다카후미 씨 등도 '샀다!'(フジテレビ株を購入する著名人続々「もの言う株主へ」人気弁護士ＹｏｕＴｕｂｅｒ３万株購入堀江貴文氏らも「買った！」), 데일리 스포츠(デイリースポーツ), 2025년 1월 17일
31. ↑  호리에몬 나카이 소동에 흔들리는 후지 TV 구입 주주 총회 참가로 의욕 '기본적으로는 참가될 수 있게 된다'(ホリエモン　中居騒動に揺れるフジテレビ株購入　株主総会参加へ意欲「基本的には参加ができるようになる」), 스포츠 닛폰, 2025년 1월 17일
32. ↑  후지 HD "주가 속등"의 야유 주식 분석가는 '미나토 사장의 사임 불가피'의 견해(フジＨＤ〝株価続伸〟の皮肉　株式アナリストは「港社長の辞任不可避」の見方), 도쿄 스포츠(東京スポーツ), 2025년 1월 21일
33. ↑  “후지 미디어가 대폭 반발, 제3자 위원회 설치로 공매도의 환매 활발(フジメディアが大幅反発､第三者委設置でカラ売りの買い戻し活発)”. 《가이샤시키호(会社四季報) 온라인》 (일본어). 2025년 1월 24일.
34. ↑  “후지 HD의 주가가 '이 타이밍'에서 올라가는 이유(フジHDの株価が「このタイミング」で上がるワケ)”. 《ITmedia 비지니스 온라인》 (일본어). 2025년 1월 28일.
35. ↑  NTT 도코모 후지 TV의 모회사 '후지 미디어 홀딩스'에 조사나 원인 규명을 요구하다(NTTドコモ フジテレビの親会社「フジ・メディア・ホールディングス」に調査や原因究明を求める) - NHK NEWS WEB 2025년 1월 23일
36. ↑  “후지 TV 사장이 오후 3시부터 회견 나카이 씨 문제, 회견 앞당김 배경: 아사히 신문 디지털(フジテレビ社長が午後3時から会見 中居さん問題、会見前倒しの背景：朝日新聞デジタル)”. 《아사히 신문 디지털》 (일본어). 2025년 1월 17일.
37. ↑  “【회견 상보】 후지 사장은 무엇을 말했는가 ◆동영상 촬영 불가, 출석자 제한도 나카이 마사히로 씨 문제(【会見詳報】フジ社長は何を語ったか◆動画撮影不可、出席者制限も 中居正広さん問題)”.
38. ↑  나카이 여성 스캔들 단서에 여성 아나운서 접대 회식 미나토 사장이 기본화 편성 간부 악용인가(中居女性スキャンダル端緒に女性アナ接待会食　港社長が定番化　編成幹部悪用か) - Sponichi Annex 2025년 1월 20일
39. ↑  “【후지 TV 사장 회견】 나카이 마사히로 씨의 방송 종료는 '억측이 생기는 것을 우려해 타이밍을 꾀했다'(【フジテレビ社長会見】中居正広さんの番組終了は「臆測が生じることを懸念してタイミングをはかった」)”. 《도쿄 신문》. 2025년 1월 17일.
40. ↑  교도 통신사 (2023년 12월 27일). “마쓰모토 히토시 씨의 주간문춘 보도를 둘러싼 항의 요시모토흥업(松本人志さんの週刊文春報道巡り抗議 吉本興業)”. 《니혼케이자이 신문》.
41. ↑  다키자와 분나(滝沢文那), 미야타 유스케(宮田裕介) (2024년 1월 24일). “마쓰모토 히토시 씨 보도로 요시모토흥업, '사실은 일체 없다'→'확인 진행한다'(松本人志さん報道で吉本興業、「事実は一切ない」→「確認進める」)”. 《아사히 신문》.
42. ↑  “'모닝쇼' 다마카와 도루 씨, '타이틀 변경' 후지 TV '다레카 to 나카이' 계속에 의문… '피해를 받은 자… 마음의 문제로 어떻게 생각할까'(「モーニングショー」玉川徹氏、「タイトル変更」フジテレビ「だれかｔｏなかい」継続に疑問…「被害を受けた方…心の問題としてどう考えたんだろう」)”. 《스포츠호치》. 2025년 1월 22일.
43. ↑  “나카이 마사히로도 대흥분인 올림픽 명장면이 속속 등장! 현지 파리에서 안즈가 진기 헌터로 취재! '파리의 저력에 놀랐습니다' 스다 마사키 '정말 대단하다. 100의 신뢰'라고 절찬한 감동의 명장면이란!?(中居正広も大興奮の五輪名場面が続々登場！現地パリから杏が珍ハンターとして取材！「パリの底力に驚きました」菅田将暉「本当にすごい。100の信頼」と絶賛した感動の名場面とは！？)”. 《후지 TV》. 후지 TV. 2024년 7월 11일.
44. ↑  “"예능계 제일"의 야구광·나카이 마사히로가 긴급 출연 결정! 후지 TV 월드 시리즈 중계 응원 서포터로서 세계 제일로의 후원!(“芸能界イチ”の野球好き・中居正広が緊急出演決定！ フジテレビワールドシリーズ中継応援サポーターとして世界一への後押し！)”. 《후지 TV》. 후지 TV. 2024년 10월 30일.
45. ↑  “나카이 마사히로 "진플레이 호플레이 대상" 다저스 축 세계 제일&요코하마 DeNA 하극상의 명장면을 일거 공개(中居正広『珍プレー好プレー大賞』ドジャース祝世界一＆横浜DeNA下克上の名場面を一挙公開)”. 《ORICON NEWS》. 2024년 11월 28일.
46. ↑  “'다레카 to 나카이' 뿐만 아닌 우려 후지 작년 '나카이 파리 올림픽 특별 방송', '나카이 진호플레이'에서 사회 기용 나카이 씨를 뺄 생각이었다던 설명에 물음표 27일에 2번째 회견(「だれかｔｏなかい」だけでない疑念 フジ昨年「中居パリ五輪特番」「中居珍好プレー」で司会起用 中居氏外すつもりだった説明に疑問符 ２７日に２回目会見)”. 《데일리 스포츠(デイリースポーツ)》. 2025년 1월 24일.
47. ↑  “후지 1시간 43분 회견에 비판의 목소리 19사 33명 참가 "집안 회견"에 기자 클럽에서도 '매우 유감'(フジ１時間43分会見に批判の声　19社33人参加“内輪会見”に記者クラブからも「非常に残念」)”.
48. ↑  “'우리들 민간 방송 각국은 질문할 수 없었습니다' 닛폰 TV 'every.'가 후지 미나토 사장의 회견을 속보(「私たち民放各局は質問できませんでした」日テレ「every.」がフジ港社長の会見を速報)”. 《닛칸스포츠》. 2025년 1월 17일.
49. 1 2  “후지 TV가 나카이 씨 문제로 사죄… 조사 위원회 발족으로 회견 참가는 '가맹사만'(フジテレビが中居さん問題で謝罪…調査委発足へ 会見参加は「加盟社のみ」)”. 《도쿄 메트로폴리탄 텔레비전》. 도쿄 메트로폴리탄 텔레비전. 2025년 1월 18일.
50. ↑  《나카이 마사히로·후지 TV 문제》 '회견은 하고 싶지 않다' 미나토 고이치 사장은 한때 거부도… 이례 회견의 진상 '당일에는 사원에게 "변명 메일"이…'(《中居正広・フジテレビ問題》「会見はやりたくない」港浩一社長は一時拒否も…異例会見の真相「当日には社員に“弁明メール”が…」) - 문춘 온라인 2025년 1월 22일
51. ↑  “도요타, 시세이도, 수십 개의 기업 성추문으로 일본 TV 네트워크에서 광고 철회(Toyota, Shiseido among Dozens of firms pull ads from Japanese TV network over sex scandal)”. 《인디펜던트》 (영어). 2025년 1월 21일.
52. ↑  “후지 TV·미나토 고이치 사장 회견 '회답을 삼가겠습니다' 연발, 주간지나 인터넷 매체도 "배제" "보도 제한" 자세도 나카이 마사히로의 여성 문제(フジテレビ・港浩一社長会見「回答を控えます」連発、週刊誌やネット媒体も”排除”『報道制限』姿勢も 中居正広の女性トラブル問題)”. 《도쿄 주니치 스포츠(東京中日スポーツ)》. 2025년 1월 17일.
53. ↑  후지 TV 기자 회견 내용 미나토 고이치 사장의 설명 전문 나카이 마사히로 씨 여성 문제 사원 관여는 조사 위원회에서 검증으로(フジテレビ 記者会見内容 港浩一社長の説明全文 中居正広さん女性トラブル 社員関与は 調査委員会で検証へ) - NHK NEWS WEB 2025년 1월 17일
54. ↑  후지 TV, 나카이 마사히로 씨와의 문제는 1년 반 전에 이미 파악… 폐쇄적인 회견에 지식인 '문제를 작게 하고 싶다'(フジテレビ、中居正広さんとのトラブルは１年半前に把握済み…閉鎖的な会見に識者「問題小さくしたい」) - 요미우리 신문 2025년 1월 17일
55. ↑  “후지 미야지 마나미 아나운서가 드러낸 상층부로의 '분노' 나카이 마사히로 문제에 방송국원에게 설명 없음(フジ宮司愛海アナが示した上層部への「怒り」 中居正広トラブルで局員に説明なし)”. 《도쿄 스포츠(東京スポーツ)》. 2025년 1월 18일.
56. ↑  “전 후지의 가나가와·구로이와 지사, 여성 사원 관련 접대 '소문도 들어본 적 없다'(元フジの神奈川・黒岩知事、女性社員絡む接待「うわさでも聞いたことない」)”. 《가나가와 신문》. 2025년 1월 21일.
57. ↑  “후지 TV 회견에서 스폰서 기업이 일제히 배반에 움직인 이유, 전 '불상사 기업 탑'의 광고맨이 해설(フジテレビ会見でスポンサー企業が一斉離反に動いたワケ、元「不祥事企業トップ」の広報マンが解説)”.
58. ↑  “후지 TV 『잇!』이 긴급 회견을 '사장 사죄'로 표기→비서실에서 클레임으로 '사장 설명'으로 변경(フジテレビ『イット！』が緊急会見を「社長謝罪」と表記→秘書室からクレームで「社長説明」に変更)”.
59. ↑  후지에게 재시도 요구 서명 시작, 나카이 마사히로 여성 문제 설명 회견 민간 방송 본국 기자의 이름도(フジにやり直し求め署名立ち上げ、中居正広女性トラブル説明会見　民放キー局記者の名も) - 닛칸스포츠 2025년 1월 19일
60. ↑  “후지 TV의 아나운서들이 노동조합에 가입하기 시작했다 나카이 마사히로 문제를 받고 '약소 노조'가 사원에게 보낸 "격문"(전문)(フジテレビのアナウンサーたちが労働組合に加入し始めた 中居正広問題を受けて「弱小労組」が社員に送った”檄文”（全文）)”. 《데일리 신초(デイリー新潮)》 (일본어). 2025년 1월 20일.
61. ↑  “『메자마시８』 사카누시 요시히사 아나운서의 눈물 '흥이 깨졌다', '네가 우는 건 좀 다르다' "후지&나카이 마사히로 소동" 다니하라 쇼스케의 사죄도 '의미를 모르겠다' 회견에 이어, 또 악수?(『めざまし８』酒主義久アナの涙「しらけた」「お前が泣くのは違う」“フジ＆中居正広騒動” 谷原章介の謝罪も「意味わからん」 会見につづき、また悪手？)”.
62. ↑  “후지 TV, 아나운서의 택시 이동 의무로 직격 취재 대응을 위해(フジテレビ、アナウンサーのタクシー移動義務づけ　直撃取材の対応のため)”. 《스포츠호치》. 호치 신문(報知新聞社). 2025년 1월 21일.
63. ↑  “후지 제작비 억제로 여자 아나운서도 전차 운행 시간은 택시 사용하지 않고(フジ 制作費抑制で女子アナも電車運行時間はタクシー使わず)”. 《NEWS 포스트 세븐(NEWSポストセブン)》 (일본어). 쇼가쿠칸. 2015년 11월 5일.
64. ↑  “미타니 고키 씨, 나카이 마사히로와 후지 TV의 소동으로 제작 현장의 곤경 밝혀 '드라마를 만들고 있는데 로케이션 장소를 거부당한다던가'(三谷幸喜氏、中居正広とフジテレビの騒動で制作現場の苦境明かす「ドラマを作っていてロケ地を断られたりとか」)”. 《스포츠호치》. 2025년 1월 19일.
65. ↑  “난카이 캔디스·야마사토 료타 비통 호소 '로케이션 촬영을 시켜주지 않는다', '준비를 전부 못하게' 나카이 문제 여파를 증언(南キャン・山里亮太 悲痛訴え「ロケさせてくれない」「準備が全部ダメに」中居トラブル余波を証言)”. 《데일리 스포트(デイリースポーツ)》. 2025년 1월 21일.
66. ↑  “전 후지 TV 여자 아나운서가 곤혹 '저는 아닙니다', '매우 폐를 끼치고 계시니 그만 둬 주세요' 일부 사진이 자신이라고 억측(元フジテレビ女子アナが困惑「私ではございません」「とても迷惑しておりますのでやめてください」一部画像が自身と臆測)”. 《데일리 스포츠(デイリースポーツ)》. 2025년 1월 16일.
67. ↑  “나카이 마사히로&후지 TV 소동의 억측 정보 아나운서 등 유언비어 피해 이어져 '저는 아닙니다'(中居正広＆フジテレビ騒動の憶測情報 アナなどデマ被害続く「私ではありません」)”. 《ORICON NEWS》. 2025년 1월 22일.
68. 1 2  “후지 TV, 일부 아나운서로의 중상·유언비어 확산에 경고 '형사·민사의 법적 조치도 포함해 엄정히 대처'(フジテレビ、一部アナウンサーへの中傷・デマ拡散に警告「刑事・民事の法的措置も含めて厳正に対処」)”. 《스포츠 닛폰(スポーツニッポン)》. 2025년 1월 22일.
69. ↑  【생방송】 후지 TV 부회장인 민방연·엔도 류노스케 회장이 회견 후지 TV를 둘러싼 문제에서 발언은(【ライブ配信】フジテレビ副会長の民放連・遠藤龍之介会長が会見　フジテレビめぐる問題で発言は) - FNN 프라임 온라인·2025년 1월 23일 14시 20분 방송
70. ↑  전 후지 TV 전무, 간사이 텔레비전·오타 도루 사장 회견 개시 기자회 이외의 미디어 참가, 질문도 가능(元フジテレビ専務、カンテレ・大多亮社長会見開始　記者会以外のメディア参加、質問も可) - Sponichi Annex 2025년 1월 22일
71. ↑  간사이 텔레비전·오타 도루 사장 "이례 회견"으로 나카이와 후지에 분노 '이 건에 대해서는 간사이 텔레비전은 일체 관여하지 않았다'(カンテレ・大多亮社長“異例会見”で中居とフジに怒り「この件については関西テレビは一切関与してない」) - Sponichi Annex 2025년 1월 22일
72. ↑  간사이 텔레비전 오타 도루 사장 후지 TV 전무 시에 대응의 나카이 씨와 여성 문제를 회견에서 설명(関西テレビ大多亮社長　フジテレビ専務時に対応の中居氏と女性との問題を会見で説明) 간사이 텔레비전 방송 2025년 1월 22일
73. ↑  간사이의 뉴스 오타 도루·간사이 텔레비전 사장 '간사이 텔레비전으로서도 방송국원과 예능 관계자의 문제에 대해서 사내 조사를 행한다'(関西のニュース 大多亮・関西テレビ社長「関西テレビとしても局員と芸能関係者の問題について社内調査行う」) 간사이 텔레비전 2025년 1월 22일
74. ↑  오타 사장 '30수사가 제공을 빼다' 계열국·간사이 텔레비전의 CM에도 영향 후지 TV의 나카이 마사히로 문제로(大多社長「30数社が提供を外す」系列局・カンテレのCMにも影響　フジテレビの中居正広問題で) - Sponichi Annex 2025년 1월 22일
75. ↑  간사이 텔레비전 오타 도루 사장 후지의 문제 받고 독자 조사 개시로 '여성 아나운서 동반한 외식 등… 인권 방침에 따라'(カンテレ大多亮社長　フジの問題受け独自調査開始へ「女性アナ伴った外食など…人権方針にのっとり」) - Sponichi Annex 2025년 1월 22일
76. ↑  간사이 텔레비전 사장 회견은 이례의 초장 2시간 10분 전 희망 미디어 27사 참가 오타 사장이 나카이와 후지에 분노도(カンテレ社長会見は異例の超ロング2時間10分　全希望メディア27社参加　大多社長が中居とフジに怒りも) - Sponichi Annex 2025년 1월 22일
77. ↑  닛폰 생명, 후지 CM을 중지 도요타 자동차도, 각사로 확대(日本生命、フジCMを差し止め　トヨタ自動車も、各社に拡大) - 교도 통신사 2025년 1월 18일
78. ↑  후지 TV CM 중지 퍼지다 가오, 다이이치 생명도 적어도 7사로 AC 재팬으로의 교체 이어지는 사태(フジテレビCM差し止め広がる　花王、第一生命も　少なくとも7社に　ACジャパンへの差し替え相次ぐ事態) - Sponichi Annex 2025년 1월 19일
79. ↑  “후지 TV CM 중지 확대, 닛산 등 20사 초과로(フジテレビCM差し止め拡大、日産など20社超に)”. 《니혼케이자이 신문》. 2025년 1월 20일.
80. ↑  “후지 TV로의 CM 방영을 중지한 기업이 25사 초과로 나카이 마사히로 씨와 여성 문제 | TBS NEWS DIG (1페이지)(フジテレビへのCM放映を差し止め企業が25社超に 中居正広さんと女性のトラブルめぐり | TBS NEWS DIG (1ページ))”. 《TBS NEWS DIG》. 2025년 1월 20일.
81. 1 2  “후지 TV CM 중지 75사로 AC 재팬 교체 350편 초과(フジテレビCM差し止め75社に ACジャパン差し替え350本超)”. 《마이니치 신문》.
82. ↑  “후지 TV로의 CM 보류 36사에 나카이 마사히로 씨의 문제 받고 왜 "제3자 위원회"로 하지 않아? 초점은 후지 '조사 위원회'의 자세로(フジテレビへのCM見合わせ36社に 中居正広さんの問題受け なぜ“第三者委員会”にしない？ 焦点はフジ「調査委員会」のあり方へ)”. 《TBS CROSS DIG with Bloomberg》. 2025년 1월 20일.
83. ↑  '사자에상까지…' 인터넷 놀라 후지 '사자에상' 방송→AC 재팬의 CM 4편으로 나오다 제공 표시 8사→4사 '위화감', '깜짝'(「サザエさんまで…」ネット驚き　フジ「サザエさん」放送→ACジャパンのCM4本流れる　提供表示8社→4社「違和感」「ビックリ」) - 데일리 스포츠(デイリースポーツ) online 2025년 1월 19일
84. ↑  “후지 TV CM 중지의 영향으로 인기 애니메이션의 예고 CM! 인터넷 반향 '가위바위보 해버렸다', '처음 봤다'(フジテレビCM差し止めの影響で人気アニメの予告CM！ネット反響「ジャンケンしちゃった」「初めて見た」)”.
85. 1 2  “사자에상 '제공' 8사→결국 1사로 마루코는 아홉살은 제공사명 0 - 스포니치 Sponichi Annex 예능(サザエさん 「提供」8社→とうとう1社に ちびまる子ちゃんは提供社名ゼロ - スポニチ Sponichi Annex 芸能)”. 《스포니치 Sponichi Annex》 (일본어).
86. ↑  “후지 TV로의 CM 출고 보류의 건(フジテレビへのCM出稿見合わせの件)” (PDF).
87. ↑  “'팬 여러분을 제일 우선으로' 후지 『사자에상』도 스폰서 반감… 방송 계속을 불안시하는 목소리에 원작 사이드가 이야기한 '견해'(「ファンの皆さまを第一優先で」フジ　『サザエさん』もスポンサー半減…番組継続を不安視する声に原作サイドが語った「見解」)”.
88. ↑  “'마루코는 아홉살' CM 제공 표시 0, 마루코 '놀라는' 화면이 화제 제작 회사 '의도는 없습니다'(「ちびまる子ちゃん」CM提供表示ゼロ、まる子「愕然」画面が話題　製作会社「意図はございません」)”.
89. ↑  “하루 주연의 후지 '아이 시' 첫회 방송도 '제공' 크레딧 없음 스폰서 계속 멀어져(波瑠主演のフジ「アイシー」初回放送も「提供」クレジットなし　スポンサー離れ続く)”.
90. ↑  “NTT, 후지 TV와의 CM 신규 계약을 그룹 전사에서 보류로 나카이 씨 문제 받고(NTT、フジテレビとのCM新規契約をグループ全社で見送りへ　中居さんトラブル受け)”.
91. ↑  RKB 마이니치 방송 (2025년 1월 22일). “'메자마시 TV', '마루코는 아홉살'도… 나카이 마사히로 씨의 여성 문제를 둘러싸 규슈 전력이 후지 제작 방송의 CM을 전부 보류(「めざましテレビ」「ちびまる子ちゃん」も・・・中居正広さんの女性トラブルを巡り九州電力がフジ制作番組のCMを全て見合わせ)”. 《TBS NEWS DIG》.
92. ↑  후쿠오카 방송 (2025년 1월 22일). “규슈 전력·사이부 가스·JR 규슈가 후지 TV 제작 방송의 CM을 보류 로컬 제작의 방송은 계속(九州電力・西部ガス・JR九州がフジテレビ制作番組のCMを見合わせ ローカル制作の番組は継続)”. 《닛폰 TV NEWS NNN》.
93. ↑  “후지 TV 제작 방송에서의 CM 방영 규슈 전력도 보류(フジテレビ制作番組でのCM放映 九州電力も見合わせ)”.
94. ↑  RKB 마이니치 방송 (2025년 1월 23일). “규덴코·니시테쓰·FFG도 후지 TV에서 CM 방영을 중지하거나 출고 보류 규덴·사이부 가스·JR 규슈에 이어 후쿠오카에서도 나카이 마사히로 씨의 여성 문제와 후지의 대응 둘러싸(九電工・西鉄・FFGもフジテレビでCM放映を差し止めや出稿見送り 九電・西部ガス・JR九州に続き　福岡でも　中居正広さんの女性トラブルとフジの対応めぐり)”. 《TBS NEWS DIG》.
95. ↑  일본방송협회 (2025년 1월 22일). “후지 미디어 HD 독립한 제3자 위원회의 설치를 검토로(フジ・メディアHD 独立した第三者委員会の設置を検討へ)”. 《NHK 뉴스》.
96. ↑  “후쿠시마 TV의 CM 방송 보류 요크 베니마루, 나카이 씨 문제로(福島テレビのCM放映見送り ヨークベニマル、中居さん問題で)”. 《후쿠시마 민우》. 2025년 1월 23일.
97. ↑  후지계 UHB에서도 영향이 미쳐… 도내 기업도 CM 보류의 움직임 그저 UHB 제작 방송에는 출고 계속한다(フジ系ＵＨＢにも影響じわり…道内企業もＣＭ見送りの動き　ただＵＨＢ制作番組には出稿続ける) 삿포로 TV 방송(STV)　2025년 1월 24일
98. ↑  “간사이 텔레비전 오타 도루 사장 후지 회견이 간사이 로컬 CM에도 영향 '전주의 회견에서 소비자 쪽에서 클레임이'(カンテレ大多亮社長 フジ会見が関西ローカルCMにも影響「先週の会見で消費者の方からクレームが」)”. 《스포츠 닛폰(スポーツニッポン)》. 2025년 1월 22일.
99. ↑  “후지 TV 제작 방송의 CM, 오키나와 전력도 보류 오키나와 TV 제작은 계속(フジテレビ制作番組のCM、沖縄電力も見合わせ 沖縄テレビ制作は継続)”. 《오키나와 타임스》. 2025년 1월 25일.
100. ↑  “도호쿠 전력 도호쿠와 니가타의 후지 TV 계열국에서 일부 CM을 방송 보류(東北電力 東北と新潟のフジテレビ系列局で一部のＣＭを放送見合わせ)”. 《히가시닛폰 방송》. 2025년 1월 27일.
101. ↑  TV 오이타 (2025년 1월 27일). “후지 TV 제작의 CM 교체의 움직임 계열국 TV 오이타에도(フジテレビ番組のＣＭ差し替えの動き 系列局テレビ大分にも)”. 《닛폰 TV NEWS NNN》.
102. ↑  오가스와 간덴, 후지 TV 계열국의 CM 교체 '종합적으로 판단'(大ガスと関電、フジテレビ系列局のCM差し替え 「総合的に判断」) 아사히 신문, 2025년 1월 24일
103. ↑  후지 계열 각국이 잇따라 성명 '깊이 사과', '머리가 숙여지는 기분', '지역 정보의 발신에 힘쓰겠다'(フジ系列各局が相次ぎ声明「深くお詫び」「頭が下がる思い」「地域情報の発信に尽力」) 마이나비 뉴스　2025년 1월 25일
104. ↑  '깊이 사과', 후지 계열의 TNC가 언급 나카이 씨 문제를 둘러싸 후쿠오카(「深くおわび」、フジ系列のTNCがコメント 中居さん問題巡り 福岡) 마이니치 신문, 2025년 1월 22일
105. ↑  “Live News&날씨(Live News＆天気)”. 《후지 TV》 (일본어).
106. ↑  '먹보! 만세' 보류 깃코만 후지 TV에 요청(「くいしん坊！万才」見合わせ キッコーマン フジテレビに要請) - NHK NEWS WEB 2025년 1월 21일 18시 42분
107. ↑  후지 TV '먹보! 만세' 방송 보류 26일 방송분 단독 제공의 깃코만으로부터 요청 받고(フジテレビ「くいしん坊!万才」放送見合わせ　26日放送分　1社提供のキッコーマンから要請受け) - Sponichi Annex 2025년 1월 21일
108. ↑  “깃코만, 후지에 '먹보! 만세' 방송 중지 요청(キッコーマン、フジに「くいしん坊！万才」放送中止要請)”. 《니혼케이자이 신문》. 2025년 1월 21일.
109. ↑  “시오노기 제약 뮤직 페어 CM 교체(塩野義製薬 ミュージックフェアＣＭ差し替え)”.
110. ↑  “시오노기 제약 『뮤직 페어』 내의 사명 삭제를 요청 '일련의 보도 내용이 사실이면 도저히 용인할 수 있는 것이 아니다'(塩野義製薬『ミュージックフェア』内の社名削除を要請「一連の報道内容が事実なのであれば到底容認できるものではない」)”.
111. 1 2  JRA 후지 '모두의 KEIBA' 등 다섯 방송의 CM을 교체 '일련의 보도를 받고 생각한 결과'(JRA フジ「みんなのKEIBA」など5番組のCMを差し替え「一連の報道を受けてかんがみた結果」) - 스포츠호치 2025년 1월 21일
112. ↑  “INPEX, 제공 방송의 방송 보류 28일부터 당면의 사이(ＩＮＰＥＸ、提供番組の放送見送り ２８日から当面の間)”. 《지지 통신사》. 2025년 1월 22일.
113. ↑  “MS&AD 인슈어런스 그룹 22일 방송의 '퓨처 러너스' 제공 표시 취소(ＭＳ＆ＡＤインシュアランスグループ ２２日放送の「フューチャーランナーズ」 提供表示取りやめ)”. 《스포츠호치》. 2025년 1월 22일.
114. ↑  “딥, 단독 제공의 후지 TV계 'MLB SHOW-TIME'의 제공 취소(ディップ、１社提供のフジテレビ系「ＭＬＢ ＳＨＯＷ－ＴＩＭＥ」の提供取り下げ)”. 《스포츠호치》. 2025년 1월 22일.
115. ↑  “다음회 방송은 미정입니다(次回放送は未定です)”.
116. ↑  『나이나이 뮤직』의 소개문에 '붕어 초밥'의 소란… 후지 『먹보』, 『주머니, 이제 가득』 방송 휴지, 스폰서 멀어지기 논스톱(『ナイナイミュージック』の紹介文に「鮒ずし」のドタバタ…フジ『くいしん坊』『おふくろ、もう一杯』放送休止、スポンサー離れノンストップ) - Smart FLASH 2025년 1월 22일
117. 1 2  후지 TV 단독 제공 속속 '미정'으로 나카이 마사히로 출연 방송 이외에도 영향 퍼지다 '먹보!'…에 이어(フジテレビ1社提供　続々「未定」へ　中居正広出演番組以外でも影響広がる「くいしん坊！」…に続き) - Sponichi Annex 2025년 1월 23일
118. ↑  “'도저히 용인할 수 있는 것이 아니다' 시오노기 제약이 후지계 'MUSIC FAIR'에서의 사명 삭제와 CM 교체 요청(「到底容認できるものではない」塩野義製薬がフジ系「ＭＵＳＩＣ ＦＡＩＲ」での社名削除とＣＭ差し替え要請)”. 《스포츠호치》 (일본어). 2025년 1월 23일.
119. ↑  “단독 제공 방송 '길모퉁이 팔레트 ~미래로의 보물~' 방송 개시의 공지(1社提供番組「街角パレット～未来へのたからもの～」放送開始のお知らせ)”. 《보도자료 방송 공유 No.1｜PR TIMES》 (일본어). 2023년 10월 2일.
120. ↑  “후지 주최 '오즈모 토너먼트' 스카이 주식회사, MIRARTH HOLDINGS의 게시 삭제(フジ主催「大相撲トーナメント」スカイ株式会社、MIRARTH HOLDINGSの掲出削除)”. 《닛칸스포츠》. 2025년 1월 24일.
121. ↑  “후지 소동 스포츠계로 파급 '오즈모 토너먼트'에서 스폰서 3사 사퇴 골프, 축구에도 영향인가(フジ騒動 スポーツ界へ波及 「大相撲トーナメント」でスポンサー3社辞退 ゴルフ、サッカーにも影響か)”.
122. 1 2  “후지 TV, 2월의 오즈모 토너먼트 방송 취소(フジテレビ、2月の大相撲トーナメント放送取りやめ)”. 《산케이 스포츠》 (일본어). 산케이 디지털. 2025년 1월 30일.
123. ↑  “'제54회 후지산케이 그룹 광고 대상' 개최 중지의 보고(「第54回フジサンケイグループ広告大賞」 開催中止のご報告)”. 《후지산케이 그룹 광고 대상(フジサンケイグループ広告大賞)》. 후지산케이 그룹 광고 대상 사무국(フジサンケイグループ広告大賞事務局).
124. ↑  “'후지산케이 그룹 광고 대상' 개최 중지 후지 소동을 받고 판단(「フジサンケイグループ広告大賞」開催中止 フジ騒動を受け判断)”. 《마이나비 뉴스》. 2025년 1월 25일.
125. 1 2 3  “만박협회 후지 TV로의 CM 출고를 당면 보류 후지 주최 이벤트는 준비 진행하기에도 '계획의 재검토도 검토'(万博協会 フジテレビへのＣＭ出稿を当面見合わせ フジ主催イベントは準備進めるも「計画の見直しも検討」)”. 《ABC 뉴스(ABCニュース)》. 아사히 방송 TV 주식회사. 2025년 1월 24일.
126. ↑  하라다 료(原田遼) (2025년 1월 27일). “오다이바 트리엔날레 2025 '올해는 못 한다고 생각한다'라고 후지 TV 부회장 주최의 도쿄도는 '처음 듣는다'라고 곤혹(お台場トリエンナーレ2025「今年はできないと思う」とフジテレビ副会長 主催の東京都は「初めて聞く」と困惑)”. 《도쿄 신문》.
127. ↑  후지 TV 문제로 무라카미 세이이치로 총무상 '정세 지켜본다' 나카이 마사히로 씨의 문제(フジテレビ問題で村上誠一郎総務相「情勢見守る」　中居正広さんのトラブル) - 산케이 뉴스 2025년 1월 17일
128. ↑  무라카미 총무상 "후지 TV는 독립성을 확보하고 조기에 조사를"(村上総務相 “フジテレビは独立性を確保し早期に調査を”) - NHK NEWS WEB 2025년 1월 21일 11시 59분
129. ↑  “총무상, 후지에 '조기 조사' 요구 독립성의 확보도 요구하다(総務相、フジに「早期調査」要求 独立性の確保も求める)”. 《교도 통신사》 (일본어). 2025년 1월 21일.
130. ↑  “후지 TV 측에 구두로 행정 지도 "제3자 위원회에서 조기로 조사를" 총무성(フジテレビ側に口頭で行政指導“第三者委で早期に調査を”　総務省)”.
131. ↑  “후지에 전파 정지 요구하는 목소리, 총무성 간부가 부정 '법률에 처분 근거 없다'(フジに電波停止求める声、総務省幹部が否定　「法律に処分根拠ない」)”.
132. ↑  “이시바 수상 후지 TV 문제에 첫 언급 YouTube 방송에서 '오다이바 등 쪽의' 운영 문제로(石破首相 フジテレビ問題に初言及 YouTube番組で「お台場らへんの」ガバナンス話題に)”. 《스포츠 닛폰(スポーツニッポン)》. 2025년 1월 27일.
133. ↑  “이시바 총리 "운영이 듣고 있는가" 후지 TV 둘러싼 문제(石破総理『ガバナンスが効いているか』フジテレビめぐる問題)”. 《TV 아사히》. 2025년 1월 27일.
134. ↑  일련의 후지 TV 보도를 국회에서 질문 입헌민주당·가메이 아키코 의원 '문제 있다면 총무성을 통해 개선시킬 필요가 있다고 생각한다'(一連のフジテレビ報道を国会で質問　立憲民主党・亀井亜紀子議員「問題あれば総務省を通じて改善させる必要があると考える」) - FNN 프라임 온라인 2025년 1월 27일
135. ↑  국회에서 후지 TV에 대해 입헌 의원이 질문 이시바 수상 '제3자 위원회의 조사 결과를 답습한 적절한 대응을 요청'(国会でフジテレビについて立憲議員が質問　石破首相「第三者委の調査結果を踏まえた適切な対応を要請」) - FNN 프라임 온라인 2025년 1월 27일
136. ↑  후지 TV에서의 CM 방영 기업에서 보류의 움직임 퍼지다(フジテレビでのCM放映 企業で見合わせの動き広がる) - NHK NEWS WEB 2025년 1월 20일 18시 51분
137. ↑  “방송과 연휴한 광고의 유무 등 조사… 정부가 "후지 관련 광고" 확인(番組と連携した広報の有無など調査…政府が“フジ関連広報”確認)”.
138. ↑  시로타 히로시(城田裕司) (2024년 11월 19일). “요코하마시 소방국이 무대인 드라마에 전면 협력! ~주식회사 후지 TV와 연휴 협정을 체결했습니다~(横浜市消防局が舞台のドラマに全面協力！～株式会社フジテレビジョンと連携協定を締結しました～)”. 《소방국 기획과(消防局企画課)》. 요코하마시.
139. ↑  “시장 정례 기자회견 (레이와 7년 1월 22일)(市長定例記者会見（令和7年1月22日）)”. 《요코하마시》. 2025년 1월 24일.
140. ↑  “후지 TV와 연휴 협정 체결하는 요코하마시의 야마나카 시장 '상황을 주시하고 싶다'(フジテレビと連携協定結ぶ横浜市の山中市長「状況を注視したい」)”. 《타운뉴스샤(タウンニュース)》. 주식회사 타운뉴스샤(株式会社タウンニュース社). 2025년 1월 24일.
141. ↑  “'이머전시 콜' 크레딧 삭제로 요코하마시, 촬영 협력은 계속(「エマージェンシーコール」クレジット削除へ 横浜市、撮影協力は継続)”. 《지지 통신사》. 2025년 1월 27일.
142. ↑  “【독자】 후지 TV 사원 집회의 일문일답 '왜 지금 사임하지 않습니까? CM이 0으로 됩니다' 《눈물의 후지 사원 설명회 1·23》(【独自】フジテレビ社員集会の一問一答「なぜいま辞任しないんですか？ＣＭがゼロになります」《涙のフジ社員説明会1・23》)”. 《겐다이 비지니스(現代ビジネス)》. 고단샤. 2025년 1월 24일. 3쪽.
143. ↑  “후지 '월요일 밤 9시' 드라마, 최악 중단 나카이 씨 문제로 제작 현장에서 비명 4월 개시의 신방송도 예산 예측 못하고(フジ「月9」ドラマ、最悪打ち切り 中居氏問題で制作現場から悲鳴 4月開始の新番組も予算見通せず)”. 《스포츠 닛폰(スポーツニッポン)》. 2025년 1월 26일.
144. ↑  “요코하마시 초등학교에서의 방재 수업 등 후지 TV의 협력 받지 않고 실시로(横浜市 小学校での防災授業など フジテレビの協力受けず実施へ)”.
145. ↑  【독자】 후지 방송 '지바의 선물' 제공의 지바현이 크레딧 삭제로 '설명 책임을 강하게 요구했으나, 나날 상황이 악화했다'(【独自】フジ番組「千葉の贈り物」　提供の千葉県がクレジット削除へ　「説明責任を強く求めたが、日々状況が悪化した」) - 지바 신문 온라인 2025년 1월 23일
146. ↑  “후지 TV에 불신 증폭, 이례의 CM 중지 80사 가까이… 깃코만 제공의 '먹보! 만세' 휴지(フジテレビに不信増幅、異例のＣＭ差し止め８０社近く…キッコーマン提供の「くいしん坊！万才」休止)”. 요미우리 신문.
147. ↑  산케이 신문 (2025년 1월 24일). “라이온, 후지 TV에 CM 교체의 손실 보상 청구로 스폰서 기업에 확대인가(ライオン、フジテレビにCM差し替えの損失補償請求へ スポンサー企業に拡大か)”. 《산케이 신문: 산케이 뉴스》 (일본어).
148. ↑  교도 통신사 (2025년 1월 24일). “후지 TV, CM 요금 청구하지 않고 스폰서 기업으로, 경영에 타격｜교도 통신(フジテレビ、CM料金請求せず スポンサー企業へ、経営に打撃 ｜ 共同通信)”. 《교도 통신사》 (일본어).
149. ↑  “후지 TV에 '광고 요금 돌려줘!'의 목소리 쇄도… CM 중지 도미노로 '1~3월기 손실 200억 엔'의 충격 시산(フジテレビに「広告料金返せ！」の声殺到…CM中止ドミノで「1～3月期損失200億円」の衝撃試算)”.
150. ↑  “기업 CM 사라진 후지 TV 스폰서가 두려워한 것은… 치명상으로 되는 것(企業CM消えたフジテレビ スポンサーが恐れたのは… 致命傷になること)”. 마이니치 신문.
151. ↑  “광고주가 속속 철퇴의 후지 TV, '부동산 수입이 있으니 무너지지 않는다'는 정말일까?(広告主が続々撤退のフジテレビ、「不動産収入があるから潰れない」は本当か？)”. 라쿠마치(楽まち).
152. ↑  “후지 HD와 산케이 빌딩, 신용 평가 전망 '네거티브'로(フジHDとサンケイビル、格付け見通し「ネガティブ」に)”.
153. ↑  “후지 HD 국내 거래 9,654사 예능 프로나 방송 제작 등 소규모 기업으로의 영향 우려(フジHD 国内取引9,654社 芸能プロや番組制作など小規模企業への影響懸念)”. 《TSR 데이터 인 사이트》. 도쿄 쇼코 리서치(東京商工リサーチ). 2025년 1월 24일.
154. ↑  대기업이 잇따라 CM철퇴의 후지 TV 로손이나 라쿠텐도 방침 결정 『사자에상』 제공의 감소도 화제로(大企業が相次いでCM撤退のフジテレビ　ローソンや楽天も方針決定　『サザエさん』提供の減少も話題に) - ENCOUNT 2025년 1월 20일
155. ↑  후지 CM 중지 도미노의 배경, 경제평론가가 해설 '이 2사가 방침을 낸 영향이 크다'(フジCM差し止めドミノの背景、経済評論家が解説「この２社が真っ先に方針を出した影響が大きい」) - 닛칸스포츠 2025년 1월 22일
156. ↑  '후지 CM 교체'를 "영단"이라고 칭찬한 사람으로의 위화감 기업이 CM을 교체하는 진짜 목적은 "제재"가 아니다(｢フジCM差し替え｣を"英断"と称える人への違和感 企業がCMを差し替える真の狙いは"制裁"ではない) - 도요케이자이 온라인(東洋経済オンライン) 2025년 1월 20일
157. ↑  다카하시 요헤이(高橋洋平). “다카스 가쓰야 원장, 후지 CM 계속 선언 '저는 진실이 밝혀질 때까지 바꾸지 않습니다' X 투고로 의견 각각 - 예능: 닛칸스포츠(高須克弥院長、フジCM継続宣言「僕は真実が明らかになるまで変えません」Ｘ投稿に意見さまざま - 芸能 : 日刊スポーツ)”. 《닛칸스포츠》.
158. ↑  “다카스 원장 후지의 스폰서 '속행' 선언 '세간의 시선을 고려해…' 진상 해명을 요구하는 자세에 찬동의 목소리 - 스포니치 Sponichi Annex 예능(高須院長 フジのスポンサー「続行」宣言 「世間の目を気にして…」真相解明を求める姿勢に賛同の声 - スポニチ Sponichi Annex 芸能)”. 《스포츠닛폰 Sponichi Annex》.
159. ↑  “후지 CM 스폰서의 법률사무소가 고백, 중지하지 않는 이유 '이미지 안 좋아질 위험 무릅쓰고라도…'(フジCMスポンサーの法律事務所が告白、差し止めない理由「イメージ悪くなるリスク冒してでも…」)”. 《닛칸스포츠》. 2025년 1월 22일.
160. ↑  '민방 전체의 불신감으로' 나카이 씨 문제의 대응으로―민방연 회장(「民放全体の不信感に」　中居さんトラブルのフジ対応で―民放連会長) - 지지 통신사 2025년 1월 23일
161. ↑  후지 TV의 모회사 '후지 미디어 홀딩스' 제3자 위원회 설치를 협의(フジテレビの親会社「フジ・メディア・ホールディングス」 第三者委員会設置を協議) - NHK NEWS WEB 2025년 1월 23일
162. ↑  후지 부회장의 민방연 회장, 87세 히에다 히사시 씨의 장기 실권 비판에 언급 '영향력은 있다' "오만" 기업 풍토도 반성(フジ副会長の民放連会長、87歳日枝久氏の長期実権批判に言及「影響力はある」　"傲慢"企業風土も反省) - ENCOUNT 2025년 1월 23일
163. ↑  후지 TV 제3자 위원회 설치로 3월 말까지 제언 신뢰 회복 되는가(フジテレビ 第三者委員会設置へ 3月末めど提言 信頼回復なるか) - NHK NEWS WEB 2025년 1월 24일 5시 4분
164. ↑  후지 TV, 일변연 지침의 제3자 위원회 설치 이사회에서 결정(フジテレビ、日弁連指針の第三者委設置　取締役会で決定) - 니혼케이자이 신문 2025년 1월 23일
165. ↑  “후지 TV와 모회사, 제3자 위원회 설치 3월에 보고서, 27일에 회견(フジテレビと親会社、第三者委設置 3月に報告書、27日に会見)”.
166. ↑  “후지 TV, 일변연 지침의 제3자 위원회 설치 3월 말에 보고서(フジテレビ、日弁連指針の第三者委設置　3月末に報告書)”.
167. ↑  “후지 TV 사원 설명회 전사원의 9할, 1100명이 출석 회장에서는 비통의 목소리 따져지는 회사 측의 이후의 자세(フジテレビ社員説明会　全社員の9割、1100人が出席　会場では悲痛な声　問われる会社側の今後の姿勢)”.
168. ↑  후지 TV 사원 설명회 개최 400석으로는 부족해 500석으로 서서 보기도 문제에 분노의 사원 속출(フジテレビ社員説明会開催　400席では足りず500席へ　立ち見も　トラブルに怒りの社員続出) - Sponichi Annex 2025년 1월 23일
169. ↑  후지 미나토 고이치 사장의 육성, 회견 '끝나고 실패했다고 생각했다' 사원 설명회에서 한숨 '잇' 전하다(フジ港浩一社長の肉声、会見「終わって失敗したと思った」社員説明会でため息「イット」伝える) - 닛칸스포츠 2025년 1월 23일
170. ↑  후지 사원 설명회 4시간 30분으로 종료… 이례적 밤 10시 넘어 노호 오가고 눈물 흘리며 질문하는 사람도 사장 발언에 한숨(フジ社員説明会4時間30分で終了…異例夜10時超え　怒号飛び交い涙流し質問する人も　社長発言にため息) - Sponichi Annex 2025년 1월 23일
171. ↑  후지 TV 사원 비통의 생각 노조 80명→500명 1주간에 급증 의견서를 미나토 고이치 사장에게로 제출(フジテレビ社員　悲痛な思い　労組80人→500人　1週間で急増　意見書を港浩一社長宛てに提出) - Sponichi Annex 2025년 1월 23일
172. ↑  후지 TV가 27일에 임시 이사회를 개최 미나토 사장 등의 진퇴 협의로(フジテレビが27日に臨時取締役会を開催　港社長らの進退協議へ) - 아사히 신문 디지털 2025년 1월 24일
173. ↑  “후지 TV, 27일에 임시 이사회 미나토 고이치 사장의 진퇴 논의(フジテレビ、27日に臨時取締役会 港浩一社長の進退議論)”. 《니혼케이자이 신문》 (일본어). 2025년 1월 24일.
174. ↑  후지 TV 임시 이사회를 개최 경영진의 책임 인사 포함 논의인가 미나토 사장 등의 책임이나 진퇴 초점(フジテレビ 臨時取締役会を開催 経営陣の責任 人事含め議論か 港社長らの責任や進退焦点) - NHK NEWS WEB 2025년 1월 27일
175. ↑  【속보】 후지 TV 미나토 사장과 가노 회장이 사임 일련의 문제로 인책 나카이 마사히로 씨 여성 문제에 사원 관여(【速報】フジテレビ 港社長と嘉納会長が辞任 一連の問題で引責 中居正広さんと女性とのトラブルに社員関与) - NHK NEWS WEB 2025년 1월 27일
176. ↑  후지 미나토 고이치 사장 등 사임 신사장·FMH 시미즈 겐지 전무란? '드래곤볼' 등 만들어낸 명물 애니메이션 P(フジ港浩一社長ら辞任　新社長・FMH清水賢治専務とは？「ドラゴンボール」など生み出した名物アニメP) - Sponichi Annex 2025년 1월 27일
177. ↑  【독자】 후지 TV·엔도 류노스케 부회장이 '사임 표명' 이례의 10시간 "재시도 회견"에서 하룻밤 새(【独自】フジテレビ・遠藤龍之介副会長が「辞意表明」 異例の10時間“やり直し会見”から一夜明け) - TBS NEWS DIG 2025년 1월 28일
178. ↑  후지 TV 27일에 임시 이사회 미나토 사장 등의 진퇴가 초점(フジテレビ 27日に臨時の取締役会 港社長らの進退が焦点) - NHK NEWS WEB 2025년 1월 25일 5시 29분
179. ↑  “후지 TV 기자회견 회장은 본사 22층 '포럼', 3 플로어가 빠지다(フジテレビ　記者会見会場は本社２２階「フォーラム」、３フロアが吹き抜け)”.
180. ↑  “후지 TV 엄계 회견 금속 탐지기도 등장 오전 10시부터 늘어선 보도진도 약 200명 줄 30분 걸려 입장(フジテレビ厳戒会見　金属探知機も登場　午前10時から並んだ報道陣も　約200人列　30分かけ入場)”.
181. ↑  “후지 TV, 재시도 회견은 분위기 싹 물의의 호화 그림→거대 암막으로(フジテレビ、仕切り直し会見は雰囲気ガラリ　物議の豪華絵画→巨大暗幕に)”.
182. 1 2  고베 닌자거북이(神戶忍者龜) (2025년 1월 28일). “후지 TV의 나카이 마사히로 사건에 대한 기자회견이 10시간 넘게 계속되다 네티즌 곤혹: 결국 아무 말도 하지 않은 것 같다… | 일간전전(富士電視台針對中居正廣事件記者會竟跨日超過10小時 網友困惑 : 結果好像什麼也沒講... | 日刊電電)”. 《완구인(玩具人)》 (중국어).
183. 1 2  “후지 TV, 27일 오후 4시부터 "재시도 회견"… 프라이버시 확보를 위해 생방송이 아닌 10분 지연의 방송 요구받다(フジテレビ、２７日午後４時から“やり直し会見”…プライバシー保護のため生ではなく１０分遅れでの放送、配信求める)”. 《스포츠호치》. 2025년 1월 24일.
184. ↑  후지 TV 27일 회견에 미나토 사장 등 4명이 출석을 발표 노동조합이 바란 히에다 히사시 씨는 "불참가"(フジテレビ 27日会見に港社長ら4人出席を発表 労働組合が求めた日枝久氏は〝不参加〟) - 도쿄 스포츠(東スポ) WEB 2025년 1월 24일
185. 1 2  일본방송협회 (2025년 1월 28일). “【상세】 후지 회견 오전 2시 넘어 종료 사장·회장이 사임해 진사 | NHK(【詳細】フジ会見 午前2時すぎに終了 社長・会長が辞任し陳謝 | NHK)”. 《NHK 뉴스》.
186. ↑  “후지 회견 회장 보도진으로 가득 전원 코드나 Wi-Fi도 설치(フジ会見　会場報道陣でぎっしり　電源コードやＷｉ－Ｆｉも設置)”.
187. ↑  “후지 TV 회견에 '데이코쿠 데이터 뱅크' 등장에 인터넷 소연… 당사의 담당 기자가 말하는 "납득"의 이유란 【나카이 문제 여파】(フジテレビ会見に「帝国データバンク」登場にネット騒然…同社の担当記者が語る “納得” の理由とは【中居問題余波】)”.
188. ↑  마쓰모토 고키(松本光樹) (2025년 1월 28일). “이례의 롱런 회견, 세계 최장은 그 대통령? 후지를 웃도는 것은…(異例のロングラン会見、世界最長はあの大統領？ フジを上回るのは…)”. 《마이니치 신문》.
189. ↑  “후지 TV 회견, 모두의 미나토 고이치 사장 등의 발언은 생중계 OK 질의 응답으로부터 10분 지연 중계로(フジテレビ会見、冒頭の港浩一社長らの発言は生中継ＯＫ　質疑応答から１０分遅れ中継に)”. 《스포츠호치》. 2025년 1월 27일.
190. ↑  “후지 TV 이례의 열 방송 빼고 회견 중계 계속하다 월요일 밤 9시 드라마 등 방송 연기는 '편성국장의 판단'(フジテレビ 異例の10番組ぶち抜きで会見中継続ける 月9ドラマなど放送延期は「編成局長の判断」)”. 《스포츠 닛폰(スポーツニッポン)》. 2025년 1월 28일.
191. ↑  사사모토 히로키(佐々本浩材) (2025년 1월 28일). “후지 TV, 10시간 25분의 기자회견 이례의 노컷 중계(フジテレビ、10時間25分の記者会見 異例のノーカット中継)”. 《마이니치 신문》.
192. ↑  “후지 TV의 "재시도 회견", TVer에서 방송으로 니코니코 생방송이나 ABEMA에서도(フジテレビの“やり直し会見”、TVerで配信へ ニコ生やABEMAでも)”. 《ITmedia NEWS》. 2025년 1월 27일.
193. ↑  “민방 각국이 후지 사장 회견 중계하는 가운데, TV 도쿄는 생활 정보 방송의 "독자 노선" NHK는 국회 중계(民放各局がフジ社長会見中継する中、テレビ東京は生活情報番組の“独自路線” NHKは国会中継)”. 《스포츠호치》. 2025년 1월 27일.
194. ↑  “미나토 고이치 사장 사임, 후지 필두로 민방 각국 속보로 전하다, 국회 생중계 NHK와 독자 노선의 TV 도쿄는 자막(港浩一社長辞任、フジ筆頭に民放各局速報で伝える、国会生中継NHKと独自路線のテレ東はテロップ)”. 《닛칸스포츠》. 2025년 1월 27일.
195. 1 2 3  “후지 TV 타국의 여자 아나운서도 나카이 접대로… 간부가 정보 제공 민방 본국의 조사로 판명 27일 회견(フジテレビ　他局の女子アナも中居接待へ…幹部が手引き　民放キー局の調査で判明　27日会見)”. 《스포츠 닛폰(スポーツニッポン)》. 2025년 1월 27일.
196. ↑  후지 피해 여성 동석의 접대 인정하다 편성 간부에게 듣기로 BBQ 참가를 확인(フジ　被害女性同席の接待認める　編成幹部に聞き取りでBBQ参加を確認) - Sponichi Annex 2025년 1월 28일
197. ↑  나카이 마사히로 씨 자택 BBQ 동석의 히로미의 진심과 육성 '공포 느껴', '한숨도 못 자' 아내 마쓰모토 이요에게도 공유(中居正広氏自宅BBQ同席のヒロミの本音と肉声「恐怖感じ」「一睡もできず」妻松本伊代にも共有) - 닛칸스포츠 2025년 1월 28일
198. ↑  히로미 '이것이 전부입니다' 나카이 마사히로 씨&여성이 참가한 BBQ 파티의 모습 "알고 있는 한" 설명 【거의 전문】(ヒロミ「これが全てなんです」　中居正広氏＆女性が参加したBBQパーティーの様子“知りうるかぎり”説明【ほぼ全文】) - ORICON NEWS 2025년 1월 28일
199. ↑  스시로, 쓰루베를 공식 사이트로부터 삭제 '손님으로부터 여러 목소리… 종합적으로 판단' 23년 여름부터 TV CM 기용(スシロー、鶴瓶を公式サイトから削除　「お客様から様々な声…総合的に判断」　23年夏からテレビCM起用) - Sponichi Annex 2025년 1월 30일
200. ↑  나카이 마사히로 BBQ에 참가한 쇼후쿠테이 쓰루베가 스시로 홈페이지에서 삭제 '스시로 민폐 영상 사건의 은혜를 원수로 갚지 마라' 이용객들의 분노(中居正広BBQに参加した笑福亭鶴瓶がスシローHPから削除「ペロペロ事件の恩を仇で返すな」利用客たちの怒り) - 주간여성(週刊女性) PRIME 2025년 1월 30일
201. ↑  <“'질문을 할 수 없잖습니까!' 후지 TV 회견, 모두부터 분규 사회가 요구하는 '프라이버시로의 배려'에 기자 반발(「質問できないじゃないですか！」フジテレビ会見、冒頭から紛糾　司会が求める「プライバシーへの配慮」に記者反発)”.
202. ↑  “후지 열린 형식 회견 '기자의 수준', '횡설수설' 등 트렌드 '짜증', '시간 낭비'의 목소리(フジ　オープン形式会見「記者のレベル」「しどろもどろ」などトレンド「イライラ」「無駄な時間」の声)”.
203. ↑  “'똑바로 해!' 후지 TV, 10시간 넘는 회견에서 오가는 노호 수비 의무와 프라이버시, 취재진 짜증나 '기자의 예의'에 비판도(「しっかりしろ！」フジテレビ、10時間超会見で飛び交う怒号　守秘義務とプライバシー、取材陣いらだち「記者の行儀」に批判も)”.
204. ↑  “후지 TV 회견에서 기자가 짜증난다고 생각된 장면이나 발언! 모두의 반응은?(フジテレビ会見で記者がうざいと思われた場面や発言！みんなの反応は？)”.
205. ↑  10시간 넘은 후지 회견 기자가 기자에게 쓴소리 '조용히 해, 진심으로', '이차 가해에 취재 배려를'(10時間超のフジ会見　記者が記者に苦言「静かにして、マジで」「二次加害に取材配慮を」) - 산케이 뉴스 2025년 1월 28일
206. ↑  이시도 사토루 씨 '자제를 독촉하고 싶다', '쓸모 없는 말이 많다' 후지 TV 회견의 이차 가해 유발 질문이나 불규칙 발언으로(石戸諭氏「自制を促したい」「余計な話が多い」フジテレビ会見の二次加害誘発質問や不規則発言に) - 닛칸스포츠 2025년 1월 28일
207. ↑  “오이시 겐스케 씨 후지 회견에서 일부 기자의 행동에 쓴소리 '비판의 대상이어도 상대에게는 일정의 리스펙트를'(大越健介氏　フジ会見で一部記者の振る舞いに苦言「批判の対象であっても、相手には一定のリスペクトを」)”. 《스포츠 닛폰(スポーツニッポン)》.
208. ↑  “왜 프리 기자는 '후지 10시간 회견'으로 히스테릭하게 행동했는가 '마치 커스터머 해러스먼트', '야비한 승인 욕구가 엿보였다'(なぜフリー記者は「フジ10時間会見」でヒステリックに振る舞ったのか　「まるでカスハラ」「浅ましい承認欲求が透けて見えた」)”.
209. ↑  “후지 이례의 10시간 반 회견, '기자의 질' 트렌드 들어가 프리 배제의 이시마루 신지 회견과 비교하는 목소리도(フジ異例の10時間半会見、「記者の質」トレンド入り　フリー排除の石丸伸二会見と比べる声も)”. 《J-Cast 뉴스》.
210. ↑  후지 회견, 장황한 10시간… 가메이 변호사가 지적 '1시간 반으로 질문도 회답도 다 떨어졌다' 시청을 리타이어(フジ会見、グダグダ10時間…亀井弁護士が指摘「1時間半で、質問も回答も尽きてます」視聴をリタイア) - Sponichi Annex 2025년 1월 28일
211. ↑  후지 10시간 반 회견 종료로 X '통판 신문이 MVP'의 목소리 잇따라 자사 홈페이지 펑크, 프리 기자 일갈로 공적(フジ10時間半会見終了でＸ「通販新聞がMVP」の声相次ぎ自社HPパンク、フリー記者一喝で手柄) - 닛칸스포츠 2025년 1월 28일
212. ↑  후지 두 번째 회견은 초이례의 10시간 23분! 회견사에 남는 시간 무제한 430명 넘게 참가, 질문자 총 109명(フジ2度目会見は超異例の10時間23分！会見史に残る時間無制限430人超参加、質問者のべ109人) - Sponichi Annex 2025년 1월 28일
213. ↑  히로유키 씨, 10시간 반의 후지 TV 회견의 공적을 "비꼬기"식 언급 인터넷 '일정 수준이 필요', '제대로 된 기자의 질문에도 대답하지 못 했다'(ひろゆきさん、10時間半のフジテレビ会見の功績を“皮肉”込め言及　ネット「一定のレベルが必要」「まともな記者の質問にも答えられてない」) - 주니치 스포츠(中日スポーツ) 2025년 1월 28일
214. 1 2  “후지 '재시도' 회견, 일제히 높은 시청률 월요일 밤 9시 날리기도… 전 4주 평균의 2~4배로(フジ「やり直し」会見、軒並み高視聴率 月9飛ばすも…前4週平均の2～4倍に)”. 《ENCOUNT》. 2025년 1월 28일.
215. ↑  “후지 TV 회견 긴급 특별 방송은 시청률 13·1% 월요일 밤 9시 드라마 등 중지로 약 10시간 반 회견 방송(フジテレビ会見緊急特番は視聴率１３・１％ 月９ドラマなど中止で約１０時間半会見放送)”. 《스포츠호치》. 2025년 1월 28일.
216. ↑  “후지 TV 이례의 10시간 초과 회견의 자사 중계, 오후 7시부터는 13·1%의 높은 시청률(フジテレビ異例の10時間超会見の自社中継、午後７時からは13・１％の高視聴率)”. 《닛칸스포츠》. 2025년 1월 28일.
217. ↑  “후지 TV 10시간 초과 회견 중계 시청률은 13·1% 방송 휴지로 중계 계속 심야대도 높은 시청률(フジテレビ10時間超会見 中継視聴率は13・１％ 番組休止で中継し続け 深夜帯も高視聴率)”. 《데일리 스포츠(デイリースポーツ)》. 2025년 1월 28일.
218. ↑  “후지 "재시도" 회견 시청률 13·1% 열도 주목… 두 자리 숫자로 추이 '잇!'은 전 4주부터 대폭 업(フジ“やり直し”会見 視聴率13・1％ 列島注目…2桁で推移 「イット!」は前4週から大幅アップ)”. 《스포츠 닛폰(スポーツニッポン)》. 2025년 1월 28일.
219. ↑  【독자】 후지 TV·엔도 류노스케 부회장이 '사임 표명 이례의 10시간 "재시도 회견"으로부터 하룻밤 새(【独自】フジテレビ・遠藤龍之介副会長が「辞意表明」 異例の10時間“やり直し会見”から一夜明け) TBS 2025년 1월 28일
220. ↑  후지 TV 문제 도요타와 미쓰비시 자동차가 CM 취소(フジテレビ問題 トヨタと三菱自動車がCMキャンセル) TBS NEWS DIG, 2025년 1월 28일
221. ↑  니시마쓰야, 후지 TV로의 CM 출고 보류를 발표 회견 받고 결단 '사자에상' 제공 결국 0으로…(西松屋、フジテレビへのCM出稿見合わせを発表 会見受け決断 「サザエさん」提供ついにゼロに…) - 스포츠 닛폰(スポーツニッポン), 2025년 1월 28일 방송, 1월 29일 열람
222. ↑  후지 소동 스포츠계로 파급 '오즈모 토너먼트'로 스폰서 3사 사퇴 골프, 축구에도 영향인가(フジ騒動 スポーツ界へ波及 「大相撲トーナメント」でスポンサー3社辞退 ゴルフ、サッカーにも影響か) - 스포츠 닛폰(スポーツニッポン), 2025년 1월 29일 방송, 당일 열람
223. ↑  후지 TV 주최 1977년부터 이어진 이벤트의 스폰서가 협찬 사퇴(フジテレビ主催1977年から続くイベントのスポンサーが協賛辞退) - 스포츠호치, 2025년 1월 29일 방송, 당일 열람
224. ↑  후지 사외 이사 '경영 쇄신 소위원회' 설치 요구하다 '운영의 재정비와 신뢰 회복을 향해'(フジ社外取締役「経営刷新小委員会」設置求める「ガバナンスの立て直しと信頼回復に向け」) - 닛칸스포츠 2025년 1월 29일
225. 1 2  “후지 TV 새로운 경영진 선정 어떻게 진행할까가 초점으로(フジテレビ 新たな経営陣選定どう進めるかが焦点に)”. 《일본방송협회》. 2025년 1월 29일.
226. ↑  “후지 TV와 모회사 이사회에서 재정비로 길을 닦을 수 있을까(フジテレビと親会社 取締役会で立て直しへ道筋つけられるか)”. 《일본방송협회》. 2025년 1월 30일.
227. 1 2 3 4  “후지 TV 시미즈 겐지 사장 '경영 쇄신 소위원회의 설치를 승인'(フジテレビ 清水賢治社長「経営刷新小委員会の設置を承認」)”. 《일본방송협회》. 2025년 1월 30일.
228. 1 2 3  “후지 HD, 경영 쇄신으로 위원회 설치 사외 이사로 구성(フジHD、経営刷新へ委員会設置　社外取締役で構成)”. 《니혼케이자이 신문》. 2025년 1월 30일.
229. ↑  “후지 TV 이사회 히에다 히사시 상담역이 출석 시미즈 겐지 신사장 '출석하고 있으나 발언은 삼간다' 사임에 대해서는… - 스포츠 닛폰 Sponichi Annex 예능(フジテレビ取締役会 日枝久相談役が出席 清水賢治新社長「出席しているが発言は控える」辞任については… - スポニチ Sponichi Annex 芸能)”. 《Sponichi Annex》 (일본어).
230. ↑  “정부, 후지 광고 4건 중지 관방장관 '현하의 상황 고려했다'(政府、フジ広告4件中止　官房長官「現下の状況鑑みた」)”. 《니혼케이자이 신문》. 2025년 1월 30일.
231. ↑  “【속보】 '직무 집행의 곤란함' 후지 TV 편성 간부 A 씨가 이동으로 "인사국"으로(【速報】「職務執行が困難」フジテレビ編成幹部A氏が異動で“人事局付”に)”. 《TBS 텔레비전》. 2025년 1월 30일.
232. 1 2  “후지 TV 소용돌이 안의 편성 간부가 인사 이동 나카이의 여성 문제 관여로 보도된 사원(フジテレビ　渦中の編成幹部が人事異動　中居の女性トラブル関与と報じられた社員)”. 《스포츠 닛폰(スポーツニッポン)》. 2025년 1월 30일.
233. 1 2 3 4  “후지 TV, 광고 수입 233억 엔 하향 25년 3월기 적자로(フジテレビ、広告収入233億円下振れ　25年3月期赤字に)”. 《니혼케이자이 신문》. 2025년 1월 30일.
234. ↑  미쓰비시 전기, 후지 TV에서의 2월의 CM을 휴지 3월 이후는 미정(三菱電機、フジテレビでの２月のＣＭを休止　３月以降は未定) 지지 통신사 2025년 1월 30일
235. ↑  “후지 'FNS 가요제 봄' 방송 중지 4·9 예정도 반세기 이어진 명물 특별 방송이… 관계처에 '지금은 기업 체력이 없다'(フジ「FNS歌謡祭 春」放送中止 4・9予定も　半世紀続く名物特番が…関係先に「今は企業体力がない」)”. 《Sponichi Annex》. 스포츠 닛폰(スポーツニッポン). 2025년 1월 31일.
236. ↑  아키타현이 후지 TV 제작 방송으로의 광고 취소 계열국의 아키타 TV 제작 방송은 여느 때처럼(秋田県がフジテレビ制作番組への広告取りやめ　系列局の秋田テレビ制作番組はこれまで通り) 아키타 아사히 방송 2025년 1월 31일
237. ↑  주간 문춘, 나카이 씨 보도로 "수정"의 설명문을 전자판에 몰래 게재 후지 재회견의 직전(야나이 히토후미)(週刊文春、中居氏報道で"修正"の説明文を電子版にこっそり掲載 フジ再会見の直前（楊井人文）) - 야후! 뉴스 엑스퍼트 2025년 1월 28일
238. ↑  주간문춘 나카이 마사히로 씨 보도의 일부 '정정'을 게재 후지 회식에 관한 여성의 증언 '사과드리고 정정하겠습니다'(週刊文春　中居正広氏報道の一部「訂正」を掲載　フジ会食に関する女性の証言「お詫びして訂正いたします」) - Sponichi Annex 2025년 1월 28일
239. 1 2  주간문춘, 나카이 마사히로 씨 기사를 일부 정정 회식으로의 후지 사원 관여 둘러싸(週刊文春、中居正広さん記事を一部訂正　会食へのフジ社員関与めぐり) - 아사히 신문 2025년 1월 28일
240. ↑  문춘 후지 오보 문제 '몰래 덧쓰기', '유료로 추기', '회견 후에 사죄' 22일간 정정하지 않고(文春フジ誤報問題「しれっと上書き」「有料で追記」「会見後に謝罪」22日間訂正せず) - 산케이 뉴스 2025년 1월 29일
241. ↑  주간문춘 편집장 '하시모토 도루 씨의 지적으로 정정' 나카이 마사히로 씨를 둘러싼 기사(週刊文春編集長「橋下徹さんの指摘で訂正」　中居正広さん巡る記事) - 마이니치 신문 2025년 1월 28일
242. ↑  주간문춘의 기사 정정을 편집장 해명, 하시모토 씨가 지적 '몰래 덧쓰기' 1월 6일에는 인식(週刊文春の記事訂正を編集長釈明、橋下氏が指摘「しれっと上書き」　1月6日には認識) - 산케이 뉴스 2025년 1월 28일
243. ↑  주간문춘, 'A 씨가 문제에 관여한 사실은 바뀌지 않는다' 기사 정정 후에 강조 "연장"한 것은 틀림없다'(週刊文春、「A氏がトラブルに関与した事実は変わらない」 記事訂正後に強調「『延長』だったことは間違いない」) - 주니치 스포츠(中日スポーツ) 2025년 1월 28일
244. ↑  문춘에 비난, 책임 추궁의 목소리 속출 나카이 마사히로 씨·후지 둘러싼 정정 기사에 '일시 방편', '회견 해라'／정리(文春に非難、責任追及の声続出　中居正広氏・フジめぐる訂正記事に「姑息」「会見しろ」／まとめ) - 닛칸스포츠 2025년 1월 29일
245. ↑  문춘의 나카이 마사히로 씨 보도 "정정"에 회견 요구 '오보가 생긴 경위를 정확히 설명하는게' 저명 편집자(文春の中居正広氏報道“訂正”に会見要求「誤報が生まれた経緯を正確に説明した方が」著名編集者) - 닛칸스포츠 2025년 1월 28일
246. ↑  후루이치 노리토시 씨, 나카이 마사히로 씨 소동으로 "정정"의 주간문춘에 '일시 방편은 용서받을 수 없다, 설명 책임이 있다'(古市憲寿氏、中居正広氏騒動で“訂正”の週刊文春に「姑息なことは許されない、説明責任ある」) - 닛칸스포츠 2025년 1월 28일
247. ↑  하마다 게이코 씨 '문춘 보도의 의의는 있다' 그러나 '실수는 신속히 정정했어야 했다' 나카이 씨 둘러싼 기사로(浜田敬子氏「文春報道の意義はある」も「間違いは速やかに訂正すべきだった」中居氏めぐる記事で) - 닛칸스포츠 2025년 1월 29일
248. ↑  히로유키 씨, 나카이 마사히로 씨를 둘러싼 기사를 정정한 '문춘에 속은 사람들에게 10시간 이상…' 후지에 언급(ひろゆき氏、中居正広氏めぐる記事を訂正した「文春に騙された人達に10時間以上…」フジに言及) - 닛칸스포츠 2025년 1월 29일
249. ↑  다테카와 시라쿠, '문춘, 10시간의 기자회견 해라'라고 분노 후지 TV 문제의 기사로 '사과드리고 정정하겠습니다'를 둘러싸(立川志らく、「文春、10時間の記者会見やりなさい」と怒り　フジテレビ問題の記事で「おわびして訂正いたします」めぐり) - 주니치 스포츠(中日スポーツ) 2025년 1월 28일
250. ↑  나카이 씨 기사 '몰래 수정' 문춘은 '정정과 사죄로 끝나지 않고, 검증 기사를 공표해야 한다' 노무라 슈야 변호사(中居氏記事「しれっと修正」文春は「訂正と謝罪で済まない、検証記事公表すべき」野村修也弁護士) - 닛칸스포츠 2025년 1월 29일
251. ↑  '후지 TV·나카이 문제 기사의 정정에 대해'【편집장으로부터】(「フジテレビ・中居問題　記事の訂正について」【編集長より】) - 문춘 온라인 2025년 1월 29일
252. ↑  주간문춘 편집장이 성명 발표 '재차 사과' 나카이 마사히로 씨 여성 문제를 둘러싼 기사 일부 정정으로(週刊文春編集長が声明発表「改めてお詫び」　中居正広氏と女性トラブルめぐる記事一部訂正に) - 닛칸스포츠 2025년 1월 29일
253. ↑  “후지 이사회 신사장이 회견 주간문춘에 '모든 선택지를 검토'(フジ取締役会　新社長が会見　週刊文春に「あらゆる選択肢を検討」)”. 《TV 아사히》. 2025년 1월 30일.
254. 1 2  “TBS, 실태 파악으로 사내 조사에 착수 후지 TV 문제 답습하고(TBS、実態把握へ社内調査に着手　フジテレビ問題踏まえ)”.
255. ↑  “닛폰 TV, 회식에서의 접촉을 사내 조사 후지 TV 문제(日テレ、会食での接触を社内調査　フジテレビ問題)”.
256. ↑  “사내 조사에 대해(社内調査について)” (PDF). 《도쿄 메트로폴리탄 텔레비전》. 2025년 1월 24일.
257. ↑  나카이 씨 보도 받고 사내 조사 TV 아사히 '부적절 행위의 보고 없음'(中居さん報道受け社内調査　テレ朝「不適切行為の報告なし」) TV 아사히 2025년 1월 22일
258. ↑  “ABC TV 신춘 사장 회견에서 나카이 씨와 후지의 소동에 '방송 업계 전체의 신뢰를 잃을 수 있는 중대 사안'(ABCテレビ新春社長会見で中居氏とフジの騒動に「放送業界全体の信頼を失いかねない重大事案」)”. 《스포츠호치》. 호치 신문사(報知新聞社). 2025년 1월 24일.
259. ↑  “아사히 방송 TV, 시미즈 아쓰시 이사의 사임 발표 부적절한 교제비 사용 발각 '이사로서 있을 수 없는 행위'(朝日放送テレビ、清水厚志取締役の辞任発表 不適切な交際費使用発覚「取締役としてあるまじき行為」)”. 《ORICON NEWS》. 2025년 1월 28일.
260. ↑  이나바 노부오 회장 1월 정례 기자회견 요지(稲葉延雄会長 1月定例記者会見要旨) - 일본방송협회 2025년 1월 22일
261. ↑  NHK 회장 '일체 없다' 나카이 씨 문제로(NHK会長「一切ない」 中居さんトラブルで) 도쿄 신문, 2025년 1월 22일
262. ↑  나카이 씨 문제로 NHK 이나바 회장 '관련한 상담은 없다' 이사 '성 접대 보고 들은 적 없다'(中居さん問題でNHK稲葉会長「関連する相談はない」 理事「性接待見聞きしたことない」) 산케이 신문, 2025년 1월 22일
263. ↑  “이쿠지마 히로시 씨의 방송 하차에 대한 공지 - TBS 라디오(生島ヒロシ氏の番組降板についてのお知らせ - TBSラジオ)” (PDF).
264. ↑  “당사 소속의 이쿠지마 히로시에 관한 보고(弊社所属の生島ヒロシに関するご報告)”. 2025년 1월 27일. 2025년 1월 27일에 원본 문서에서 보존된 문서.